# Nord et Sud (roman)
Vous lisez un « article de qualité » labellisé en 2011.
Pour les articles homonymes, voir North and South.
North and South
Nord et Sud (titre original : North and South) est le quatrième roman de la femme de lettres anglaise Elizabeth Gaskell et son second roman industriel. Publié en 1855, il est précédemment paru en vingt épisodes hebdomadaires dans la revue éditée par Charles Dickens Household Words, de septembre 1854 à janvier 1855.
Pour la publication en librairie l’auteur inclut une brève préface indiquant qu’en raison des restrictions imposées par la publication en magazine, elle n’a pas pu développer l’histoire comme elle le voulait et de ce fait « divers courts passages ont été insérés, et plusieurs nouveaux chapitres ajoutés ».
L’héroïne est Margaret Hale, fille d’un pasteur du Sud rural qui quitte l’Église d’Angleterre pour des raisons de conscience et emmène sa femme et sa fille dans la ville industrielle de Milton dans le Darkshire (le Pays noir), où on lui propose un travail de professeur privé. Belle, intelligente et cultivée, mais aussi fière et réservée, Margaret découvre avec horreur l'univers âpre et brutal de la révolution industrielle où patrons et ouvriers s'affrontent dans les premières grèves organisées. Prenant le parti des pauvres dont elle admire le courage et la ténacité, et parmi lesquels elle se fait des amis, elle méprise profondément cette classe de nouveaux riches sans éducation que sont les manufacturiers, dont l'un, John Thornton, grand patron de filatures locales, devient l'élève favori et l'ami de son père. Mais, à travers épreuves et deuils, elle apprend à aimer cette ville et même John Thornton, dont elle découvre la grandeur d'âme et la générosité. L'affrontement entre Margaret Hale et John Thornton n'est pas sans rappeler celui d'Elizabeth Bennet et Mr Darcy dans Orgueil et Préjugés de Jane Austen, mais dans le vaste cadre d'une grande fresque sociale opposant le rude et besogneux Nord industriel et le paisible Sud rural et conservateur.
Elizabeth Gaskell s'est inspirée pour créer Milton de la ville de Manchester, surnommée Cottonopolis (Cotonville), où elle vivait. Épouse d’un pasteur unitarien, fréquentant des dissidents religieux et des réformateurs sociaux, témoin de la grande misère de cette région industrielle, elle a elle-même travaillé parmi les pauvres et montre dans ses écrits sa compassion pour les opprimés de son époque que sont les femmes et les ouvriers.

## Présentation
North and South est le quatrième roman et le deuxième « roman industriel » d'Elizabeth Gaskell. C'est, avec Wives and Daughters (1865) et surtout Cranford (1853), un de ses romans les plus connus au Royaume-Uni et dans le monde anglo-saxon en général, auquel la diffusion d'une adaptation télévisée fin 2004 a donné un regain d'intérêt et une plus large audience.

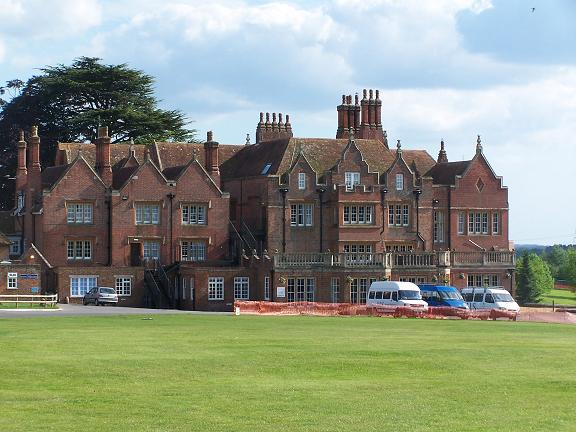
Embley Park, dans le domaine de Lea-Hurst, où Elizabeth Gaskell termine North and South.

Son premier roman industriel Mary Barton, paru en 1848, traitait déjà des relations entre patrons et ouvriers, mais la narration épousait le point de vue des travailleurs pauvres et décrivait la « misère et les passions haïssables causées par l'amour du gain des riches ; [ainsi que] l'égoïsme et le manque de réflexion et de sensibilité des manufacturiers ». Dans North and South Elizabeth Gaskell revient sur la situation précaire des ouvriers et leurs relations avec les industriels, mais de façon plus équilibrée puisque sont aussi développés le point de vue et les réflexions d'un patron. Ce thème est traité à la même époque par Charles Dickens dans Hard Times, un roman social qui paraît en feuilleton dans sa revue hebdomadaire Household Words d'avril à août 1854, donc pendant une bonne partie de la rédaction de North and South, qui s'étend de février à décembre de cette même année.

### Parution en épisodes

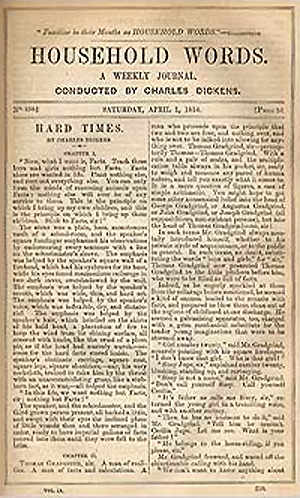
Le premier épisode de Hard Times, Household Words du 1er avril 1854.

Dickens, après la parution de Cranford en 1851, avait affirmé à Elizabeth Gaskell qu'elle n'écrirait jamais trop pour sa revue et qu'il l'y recevrait toujours « à bras ouverts ». C'est ainsi que North and South suit de peu le propre feuilleton de Dickens, de septembre 1854 à janvier 1855. Comme il est d'usage, le nom de l'auteur n'est pas indiqué lors de la publication dans la revue.

#### Contraintes du roman feuilleton
La parution, du 1er avril au 12 août 1854, de Hard Times, qui donne de Manchester une image négative et satirique (sous le nom de Coketown, la ville du charbon), est un défi à relever pour Elizabeth Gaskell, et complique son travail, au point, par exemple, qu'elle s'assure auprès de Dickens qu'il ne compte pas, lui aussi, décrire une grève. Elle a du mal à se plier à la pression et aux contraintes techniques de la publication en feuilleton, en particulier les délais. Elle pensait aussi pouvoir écrire 22 épisodes, mais n'a droit qu'à 20 et, à la fin, se trouve « contrainte à terriblement condenser » (compelled to desperate compression).

#### Choix du titre
Le titre, imposé par Dickens, donne le cadre général : le contraste, voire le conflit, entre le mode de vie des habitants du sud de l'Angleterre, opulent et agricole, et celui des travailleurs du nord industriel et besogneux. L'histoire est cependant centrée sur le personnage principal, la fière Margaret Hale, qui devra apprendre à vaincre ses profonds préjugés contre le Nord en général et contre le charismatique manufacturier John Thornton en particulier. Elizabeth Gaskell aurait d'ailleurs préféré appeler le roman Margareth Hale, du nom de l'héroïne, comme elle l'avait fait en 1848 pour Mary Barton, mais Dickens lui affirme, dans une lettre datée du 26 juillet 1854, que « North South [lui] semble mieux. Il laisse entendre plus de choses et souligne l'opposition entre les personnes que l'histoire met face à face ».
Plus tard, en décembre, Elizabeth Gaskell qui se trouve dans la maison de famille de Florence Nightingale, Lea-Hurst, près de Matlock dans le Derbyshire, où elle met la main aux derniers chapitres, lui écrit qu'il aurait plutôt fallu intituler son roman Death and Variations, (Variations sur la mort), car « il y a 5 morts, chacune admirablement conforme à la personnalité de l'individu ». Cette remarque, probablement une boutade, souligne l'importance du rôle des décès dans la diégèse. Ils affectent la vie même de Margaret, l'encourageant progressivement à l'indépendance, et permettent à la narratrice d'analyser les émotions profondes de ses personnages et de souligner les aspects inacceptables du système à travers la mort de Boucher et de Bessy.

### Publication en librairie

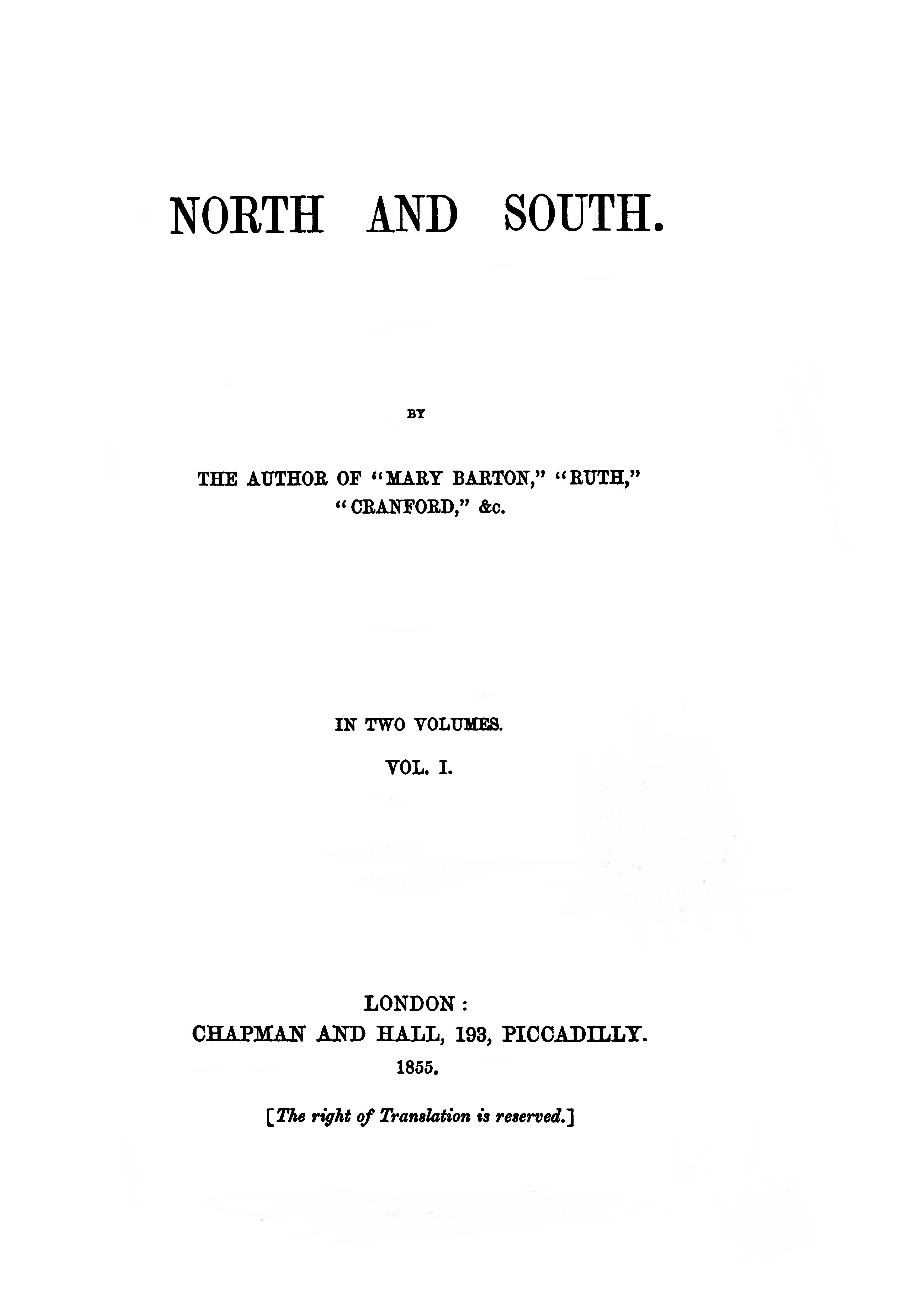
Couverture de l'édition originale de 1855.

Le roman parait en deux volumes de 25 et 27 chapitres dès 1855 chez Chapman & Hall à Londres. La même année il sort à New-York, chez Harper and Brothers, et à Leipzig, dans la « Collection des écrivains anglais » de Tauchnitz (qui s'appuie sur la deuxième édition, plus complète). De nombreuses rééditions paraissent du vivant même de l'auteur.
Le texte présenté en librairie diffère sensiblement de celui paru en épisodes, surtout à la fin. L'auteur trouve que les événements se précipitent à partir de la mort de Mr Hale et désire atténuer l'aspect roman-feuilleton. Elle l'étoffe donc, comme l'annonce sa préface. Elle développe en quatre chapitres le chapitre final initial, et en ajoute deux nouveaux, concernant la visite de Mr Bell à Londres et celle de Margaret à Helstone en sa compagnie. C'est aussi pour l'édition en volumes qu'elle ajoute des titres de chapitres ainsi que les épigraphes.
Une traduction en français par Mmes Loreau et H. de Lespine (à partir de la première édition corrigée), « avec l'Autorisation de l'Auteur », paraît à Paris chez L. Hachette dès 1859 ; elle est rééditée au moins deux fois, en 1860, sous le titre Marguerite Hale (Nord et sud), et en 1865, sous le titre Nord et sud.

### Accueil critique
La parution dans Household Words n'a pas autant de succès que Hard Times, puisque, le 14 octobre 1854, après six semaines, les ventes ont baissé assez pour que Dickens s'en inquiète. Il se plaint aussi du manque de souplesse (intractability) de Mrs Gaskell, car elle résiste à ses demandes de concision, et trouve son histoire « wearisome in the last degree » (« épouvantablement ennuyeuse »).
Comme pour Mary Barton, quoiqu'avec moins de virulence, les réactions masculines, non exemptes de misogynie, sont critiques : ceux qui n'approuvent pas les sympathies de Mrs Gaskell pour les pauvres se demandent si les luttes de la classe laborieuse de Manchester font un « bon » sujet de roman. Une critique cinglante, non signée, du Leader, lui reproche d'avoir écrit sur le Lancashire une quantité d'erreurs « inconcevables de la part d'un habitant de Manchester, et que seule une femme peut avoir faites », de ne rien comprendre aux problèmes industriels (comme les clergymen et les femmes de toute façon) et « d'en savoir trop peu sur l'industrie cotonnière pour avoir le droit d'ajouter à la confusion en écrivant à son propos ».
Charlotte Brontë, après la lecture du cinquième épisode, lui fait part de ses doutes sur le thème traité, car à ce stade du récit, elle croit qu'il s'agit seulement de l'Église et de « la défense de ceux qui, en conscience, sont en désaccord avec elle et considèrent comme un devoir de quitter son giron », mais elle reconnait cependant que son amie « comprend bien le génie du Nord ». Margaret Oliphant trouve des ressemblances structurelles entre Hard Times de Dickens paru juste avant, et North and South. Richard Holt, dans The Critical Review, tout en reconnaissant un certain intérêt au roman, se plaint que l'intrigue est décousue et que les personnages avancent dans le récit par bonds, « à la manière de kangourous ». George Sand l'admire d'écrire des romans capables à la fois d'intéresser les messieurs et d'être mis dans les mains des jeunes filles.
Les romans de Mrs Gaskell tombent progressivement dans l'oubli à la fin du XIXe siècle. Cranford cependant reste populaire, mais la postérité ne voit plus en l'auteur qu'un écrivain mineur à la sensibilité féminine jugée bien mièvre. Stanton Witfield, en 1929, trouve ses écrits parfumés comme un bouquet de « violettes, chèvrefeuille, réséda et églantines ». David Cecil, en 1934, la considère, avec un certain mépris, comme la femme victorienne typique et lui reproche de manquer de la « virilité » nécessaire pour traiter correctement les problèmes sociaux. Cette « traversée du désert » dure jusque dans les années 1950, lorsque la critique marxiste commence à s'intéresser à sa description des problèmes sociaux et industriels, puis que l'on prend conscience que sa vision féminine du monde va à l'encontre des préjugés de son temps et prépare la voie à des mouvements féministes plus revendicatifs.
Au début du XXIe siècle, North and South apparaît comme « à la croisée des deux disciplines [universitaires], littérature et civilisation », en tant que « l’un des premiers industrial novels où l’auteur expose les conflits entre patrons et ouvriers et où le lecteur suit l’héroïne, Margaret Hale, porte-parole de l’auteur, dans son trajet géographique et spirituel, de son Sud natal au Nord industriel qui deviendra sa patrie d’adoption ».
Une nouvelle traduction française, par Françoise du Sorbier, la première depuis 1865, paraît en 2005 chez Fayard ; elle est reprise en 2010 dans la collection Points.

## Résumé

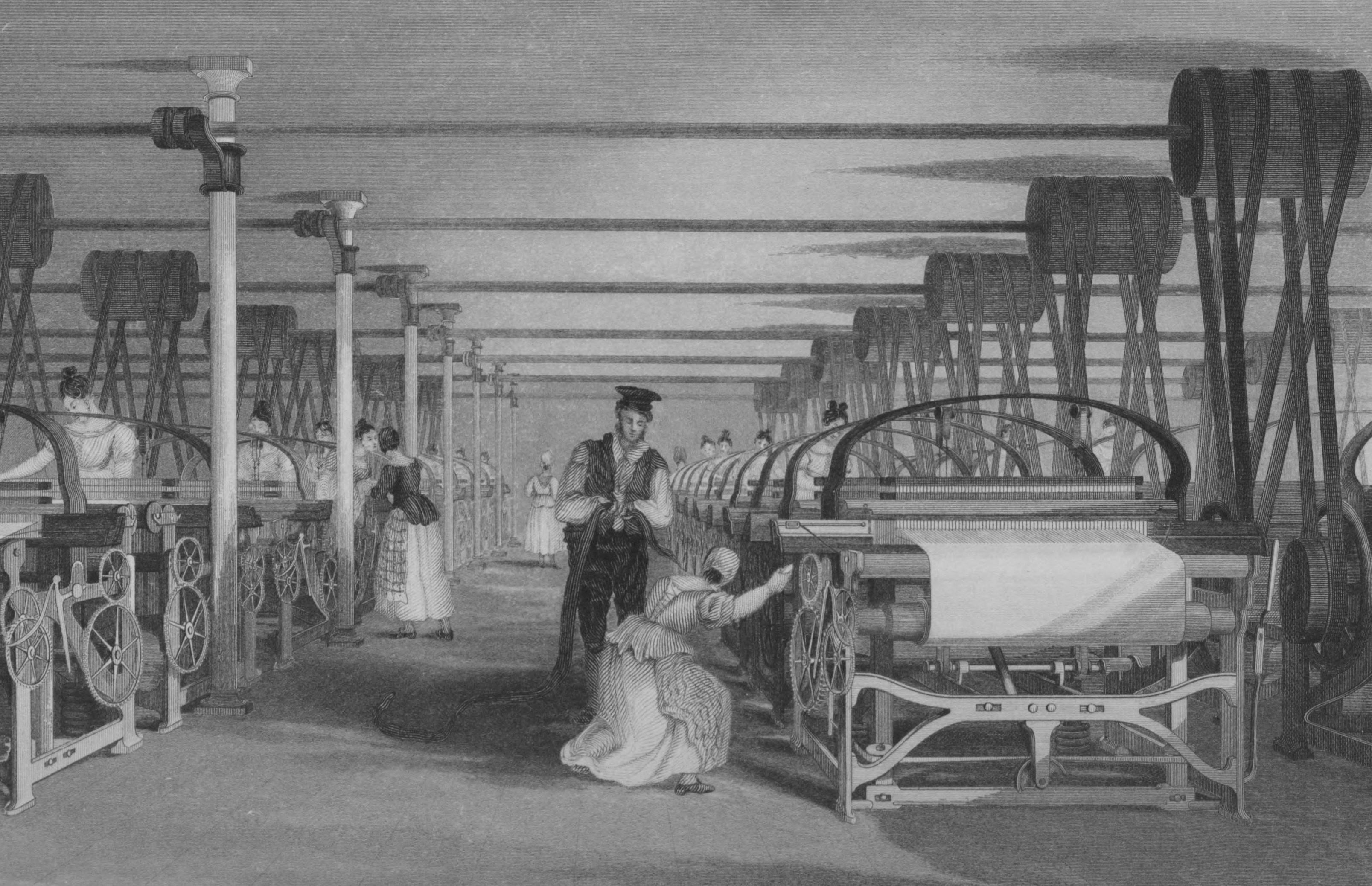
Une usine de tissage de coton, illustration de History of the cotton manufacture in Great Britain d'Edward Baines, 1835.

Après le mariage de sa cousine avec qui elle a été élevée à Londres, Margaret Hale, âgée de dix-huit ans, retourne avec joie vivre chez ses parents à Helston, un tout petit village du Hampshire, dans le sud de l’Angleterre. Toutefois, sa vie est bouleversée quand les doutes de son père, pasteur devenu dissenter par honnêteté intellectuelle, l’amènent à quitter l'Église établie. Il a décidé d'abandonner sa paroisse et le presbytère de Helstone, pour partir, comme professeur privé, à Milton-Northern, une ville industrielle du Darkshire spécialisée dans le textile, sur la suggestion de son vieil ami Mr Bell, lui-même né à Milton et propriétaire d'une manufacture de coton, Malborough Mills.
Les premiers contacts sont rudes. Les Hale arrivent fin octobre, et Margaret découvre la misère et la vie difficile des ouvriers du textile. Elle se heurte aussi à John Thornton, le jeune patron de Malborough Mills, l'élève favori de son père, aussi fier qu'elle. Elle le considère comme dur et insensible, voire cruel, tandis qu'il voit en elle une jeune fille orgueilleuse et hautaine, qui refuse de comprendre les convictions qui l'animent, ce qui ne l'empêche pas de l'admirer et d'en tomber amoureux.
Pourtant, pendant les quelque dix-huit mois qu'elle passe à Milton, Margaret apprend à apprécier progressivement le Pays noir et aimer ses rudes travailleurs, plus particulièrement Nicholas Higgins, un responsable de l'Union et sa fille Bessy, dont elle devient l'amie, avant sa mort, finalement causée par l'inhalation des poussières de coton. Ses relations avec John Thornton sont plutôt conflictuelles. Une série de malentendus à l'occasion des violents événements qui suivent une grève les rend encore plus pénibles, et elle refuse avec hauteur de l'épouser quand il demande sa main. La venue secrète de son frère en exil, que leur mère veut revoir avant de mourir, ajoute aux malentendus, car elle ment pour le protéger, niant s'être trouvée à la gare un soir, alors que Thornton l'y a vue. La mort de sa mère, puis celle de son père quelques mois après, la ramènent à Londres, chez sa cousine, dans le confort et le luxe de Harley Street.
Au cours de l'année qu'elle passe à Londres, sans pouvoir oublier Milton, elle retourne un jour à Helston avec Mr Bell, mais Helston a perdu de son charme. Elle lui avoue alors ce mensonge qui, croit-elle, l'a déconsidérée aux yeux de Thornton, mais Mr Bell meurt avant de revoir le jeune homme, et Margaret craint de ne jamais pouvoir se justifier de son mensonge. John Thornton, de son côté, apprend à apprécier Higgins, à mieux connaître et comprendre ses ouvriers, mais sa situation, fragilisée par la grève de l'année précédente, l'incertitude du marché et le manque de réserves financières, se dégrade. Il est obligé d'arrêter sa production, et se voit contraint de repartir presque à zéro.
Mais Margaret est maintenant majeure et décide de prendre son destin en main. La mort de Mr Bell, qui en a fait son héritière, a fait d'elle la propriétaire de Malborough Mills, et elle propose à John Thornton, lorsqu'il vient à Londres, de l'aider financièrement à reprendre ses activités, façon déguisée de répondre à son amour.

## Personnages

### Personnages principaux

#### Miss Margaret Hale

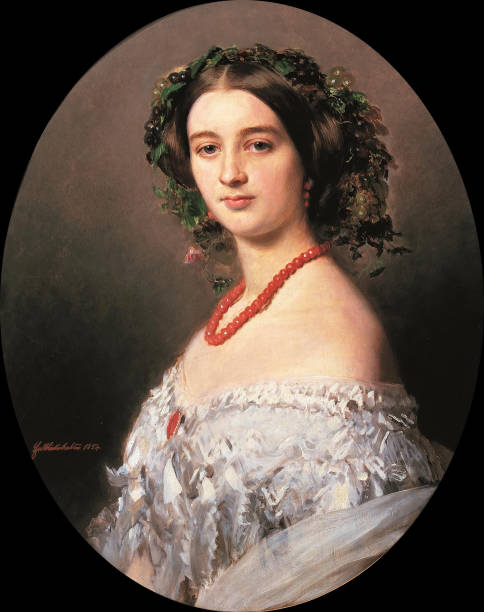
Pour la réception chez les Thornton (chapitre 20), Margaret portait aussi un collier de lourdes perles de corail.

Elle a dix-huit ans au début de l'histoire et s'apprête, avec bonheur, à retourner définitivement chez ses parents au presbytère de Helston, car sa cousine Edith, avec qui elle a été élevée depuis ses neuf ans, se marie et quitte l'Angleterre. Jusqu'alors, elle n'y passait que ses vacances.
Elle est sérieuse et réfléchie, elle aime lire et dessiner. Son père, un homme inquiet et scrupuleux qu'elle adore, se repose beaucoup sur elle. Ce qu'il lui confie, la résiliation de sa charge et sa décision de partir là où « personne ne connaît Helstone » pour « gagner le pain de sa famille » l'anéantit. Mais elle est forte (Hale signifie « vigoureux »), courageuse et décidée à ne pas se laisser abattre. À Milton, elle mûrit beaucoup au contact des Higgins et supporte avec courage les épreuves et les deuils successifs. Revenue à Londres chez sa cousine après la mort de ses parents, elle n'apprécie pas la vie superficielle et oisive qu'on y mène. À sa majorité, indépendante financièrement et sans obligations familiales, elle décide de prendre sa vie en main. Avec l'aide d'Henry Lennox elle apprend à gérer la fortune dont elle a hérité.
Elle est belle, mais pas selon les canons de l'époque, plutôt une beauté altière et d'un abord un peu froid, d'une réserve qui fait croire qu'elle est méprisante. Sa bouche à la courbe généreuse est un peu trop grande, et non « semblable à un bouton de rose ». Sa lourde chevelure aile de corbeau (qu'elle a héritée de son père) contraste avec sa peau ivoirine mais elle ne rougit pas facilement et regarde les gens franchement, n'hésitant pas à donner son avis ou poser des questions, ce qui ne se fait pas, normalement, quand on est une jeune fille victorienne bien élevée. Physiquement et moralement elle ressemble à son frère Frederick. Elle est fière (son père le lui reproche parfois), consciente de sa valeur, mais d'une grande honnêteté intellectuelle, ce qui fait qu'elle supporte difficilement la culpabilité du mensonge - un péché capital à ses yeux - qu'elle a dû faire pour protéger son frère, et qui ajoute aux malentendus qui s'accumulent entre Thornton et elle, et qu'elle finit par admettre qu'un certain nombre des préjugés qu'elle nourrissait contre Milton et contre Thorton étaient sans fondements.

#### Mr John Thornton
Le patron des filatures de Malborough Mills est un homme volontaire (Thorn, c'est l'épine, l'aiguillon), courageux, habitué à se battre : pour lui la vie est une lutte où le plus fort gagne. Encore adolescent, il a dû surmonter la ruine et le suicide de son père et reconstruire la fortune familiale. Il est dur, tenace, passionné, fier, et ne se laisse pas facilement détourner de ce qu'il a décidé. Margaret trouve qu'il a l'air inflexible et Higgins le compare à un bouledogue, qui ne lâche jamais ce qu'il a saisi. Il s'intéresse aux progrès techniques, à l'innovation. Il n'est pas philanthrope, mais pratique : il récupère ses fumées industrielles non pour obéir aux règlements, mais parce que ça lui fait économiser du charbon, il permet la création d'une cantine car des ouvriers qui mangent mieux travaillent mieux. Honnête, intègre, il est écouté et respecté parmi ses pairs.
Il est grand, large d'épaules. Son regard clair est sérieux, pénétrant, incisif. Un rare sourire, presque enfantin, la première chose que Margaret va aimer chez lui, illumine parfois son visage. À trente ans, il tombe profondément et définitivement amoureux de Margaret, tout en étant conscient qu'elle méprise ce qu'il représente. Higgins constate qu'il a deux personnalités incompatibles, le maître inflexible et l'homme généreux, car sous sa carapace d'industriel rigide se cachent un cœur sensible et une capacité d'attention aux autres. Il éprouve pour sa mère affection et respect, pour Mr Hale une profonde amitié (réciproque).

### Les gens du Sud

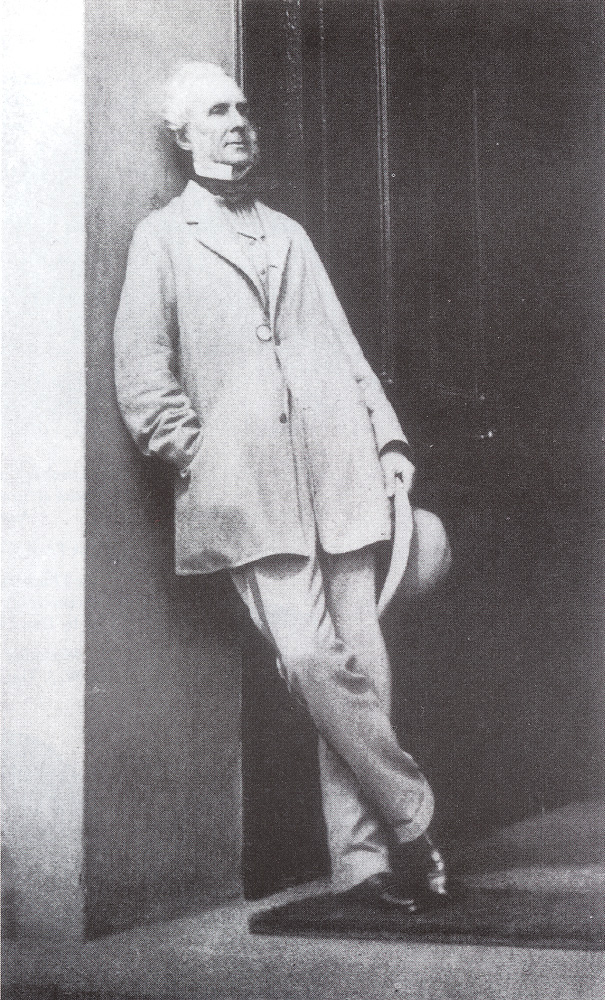
William Gaskell, photographié ici en Écosse, peut faire penser à Mr Hale.

#### Les Hale

##### Mr Richard Hale
Le père de Margaret est vicar de la petite paroisse rurale de Helstone qui ne lui rapporte pas de gros revenus. Homme cultivé et scrupuleux, mais angoissé, hésitant et faible, l'air perpétuellement indécis, parce qu'il est déchiré entre ses devoirs familiaux et sociaux, il est convaincu qu'il « doit » quitter l'Église, car il est « rongé par les doutes » (smouldering doubts). Il devient donc un dissident (a dissenter). La nature de ses doutes n'est pas précisée - Margaret n'ose pas lui demander, ce qui ajoute à l'inconsistance et au flou du personnage. Seules apparaissent leurs conséquences, pour lui-même (un changement de situation et même une perte de statut social) et sa famille : pour sa femme, incompréhension douloureuse, et probable accélération de sa maladie, pour sa fille, charges familiales et domestiques et obligation de s'adapter à une société très différente. En ce sens, c'est un personnage fonctionnel. L'exil de son fils puis le décès de sa femme l'affectent profondément.
Il y a plusieurs modèles possibles pour Mr Hale. Elizabeth Gaskell s'est inspirée de son propre père, William Stevenson, enseignant au Manchester New College et pasteur unitarien à Dob Lane Chapel, qui quitta son ministère en 1792 pour raisons de conscience et fut fermier, éditeur, écrivain, avant de se fixer à Londres en 1806. Même si cet événement s'est passé avant le mariage de ses parents, elle en a subi les conséquences toute son enfance. Mais elle signale aussi, en 1855, dans une lettre à William Fairbairn, qu'elle connaît un « clergyman qui a quitté l'Église pour des questions de principe, et en cela, a parfaitement bien agi, mais [dont] la vie quotidienne est un constant regret inavoué de l'avoir fait, quoiqu'il le referait encore s'il fallait le faire »,.

##### Mrs Maria Hale
La mère de Margaret, Miss Maria Beresford, et sa sœur aînée, « les deux beautés du Rutlandshire », étaient les pupilles de Sir John et de Lady Beresford, de Beresford Court, à Torquay. Elle a fait un mariage d'amour, peu satisfaisant financièrement, même si la situation de clergyman est socialement honorable. Elle a gardé une certaine fierté nobiliaire, qui l'empêche de se rendre au mariage de sa nièce puisque son mari ne peut lui payer une toilette neuve pour l'occasion. Elle se plaint volontiers lorsqu'elle habite Helstone, mais elle vit le départ pour Milton comme une véritable déchéance sociale. Elle est réellement de santé fragile. La maladie dont elle souffre depuis longtemps, que sa fidèle Dixon l'aide à cacher et dont elle meurt finalement, n'est pas précisée, mais Margaret arrache au docteur Donaldson « deux courtes phrases » qui la font blêmir et cache le plus longtemps possible à son père la gravité de l'état de sa mère. Elle souffre aussi de l'absence de son fils bien-aimé, Frederick et espère le voir une dernière fois avant de mourir.

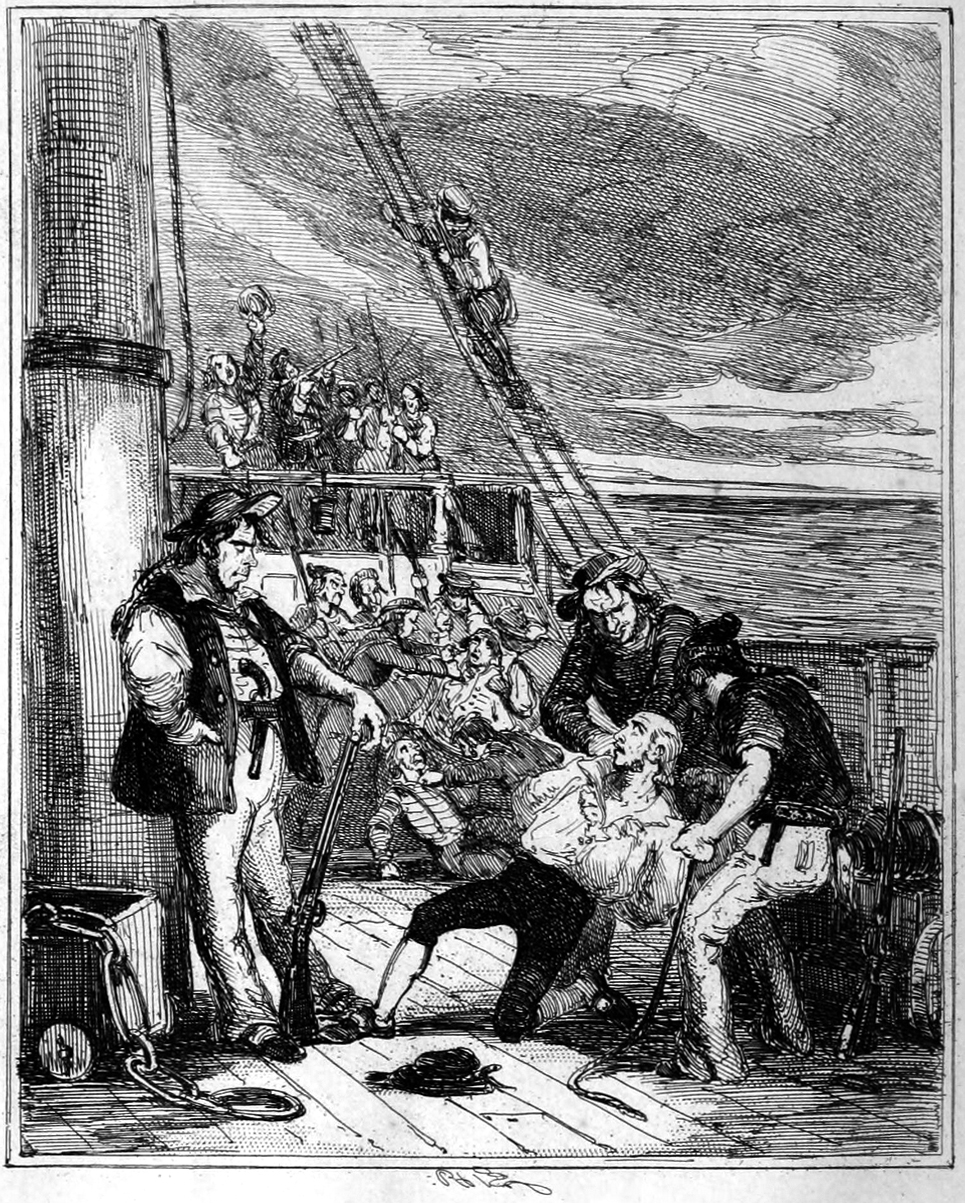
Gravure de XIX illustrant la mutinerie de la Bounty.

##### Frederick Hale
Le lieutenant Frederick Hale, le frère aîné de Margaret, a dû s'exiler en Amérique du Sud pour échapper à une condamnation à mort par la Royal Navy pour avoir été impliqué dans une mutinerie sur l'Orion. N'ayant aucun espoir d'être gracié, puisqu'il ne peut produire de témoins à décharge, il se résout à refaire sa vie sous un autre nom à Cadix en Espagne, où il épouse Dolorès Barbour, une papiste, au grand dam de Dixon. Il a pris le risque de revenir en Angleterre pour revoir sa mère mourante.
Le personnage est probablement inspiré par le frère aîné d'Elizabeth, John Gaskell qui appartenait à la marine marchande et disparut en mer vers 1827, alors qu'elle avait 18 ans.

##### Dixon
La femme de chambre de Mrs Hale, qui a une cinquantaine d'années, était déjà à son service lorsqu'elle était la jeune et jolie Miss Beresford. Imbue de « rang » et de grandeur, elle « a toujours considéré Mr Hale comme le fléau qui avait détruit les perspectives d'avenir de sa jeune maîtresse », mais n'a pas voulu la quitter quand elle s'est mariée et la suit à Milton. Elle la sert avec fidélité et affection. Frederick était son préféré, mais elle admire la force de caractère de Margaret. Elle regarde de haut les habitants de Milton et est contente de retourner à Londres au service de Margaret.

#### Les Londoniens
- Mrs Shaw :

La tante de Margaret, la belle Miss Anna Beresford, est maintenant une riche veuve égocentrique, un peu hypocondriaque, qui a l'habitude de se considérer comme la victime d'un mariage de raison. Elle a, en effet, épousé sans affection particulière un général fortuné mais beaucoup plus âgé qu'elle, et s'imagine que sa sœur Maria, qui a fait un mariage d'amour, mais avec un clergyman aux revenus très modestes, est plus heureuse qu'elle et ne manque de rien. Elle possède une maison dans Harley Street, un quartier élégant de Londres. Ses revenus lui permettent de voyager et d'aller en villégiature dans diverses villes d'Italie quand sa fille est à Corfou.
- Edith Shaw :

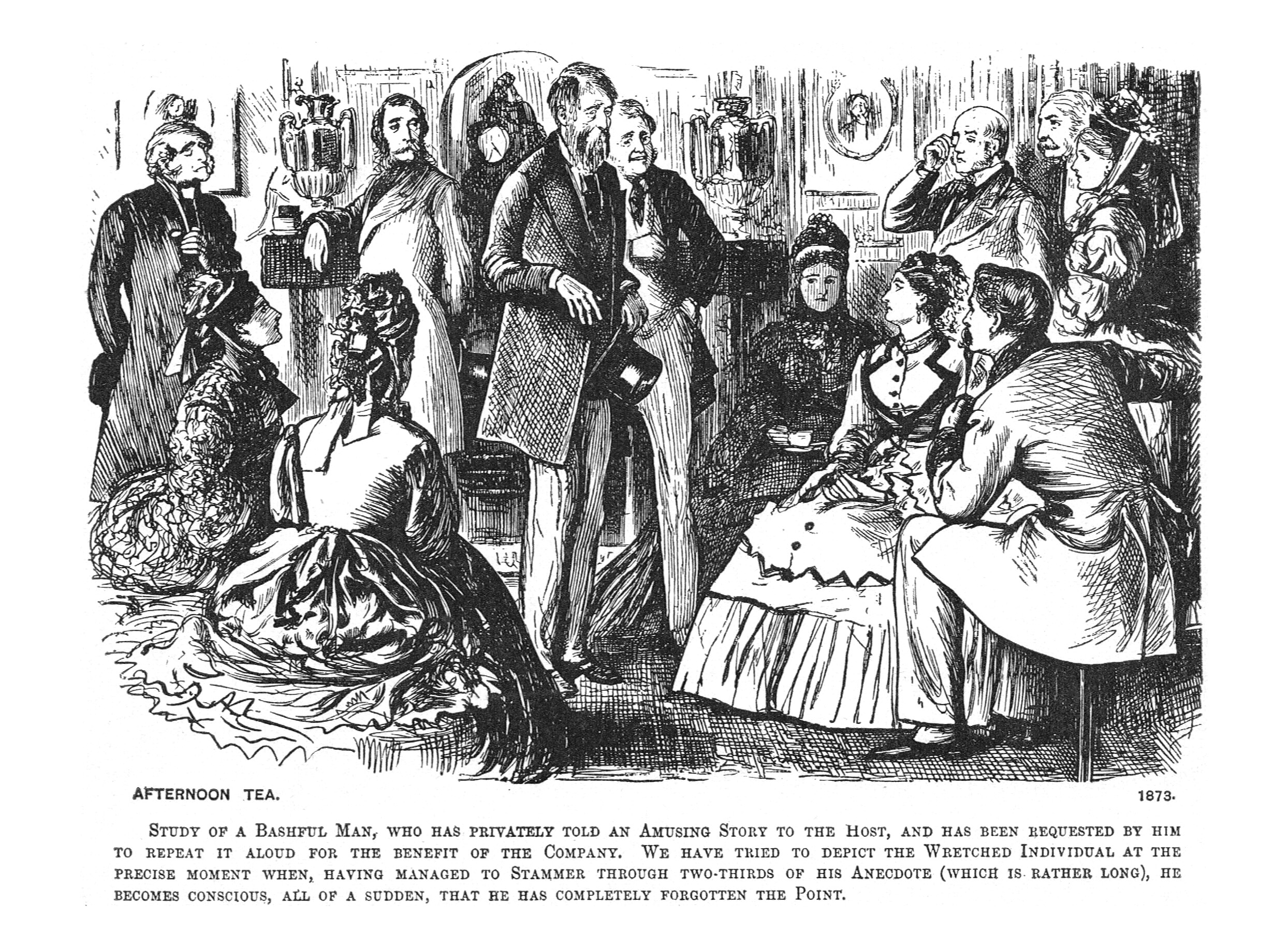
Salon londonien en 1873 à l'heure du thé, gravure de George du Maurier parue dans Society Picture (1895).

La cousine de Margaret, qui a juste un an de plus qu'elle, est une enfant gâtée, très jolie, capricieuse et futile. À dix-neuf ans elle épouse le capitaine Lennox et l'accompagne à Corfou où son régiment est en garnison. Ils ne rentrent en Angleterre qu'après la naissance de leur petit garçon, Sholto, qui supporte mal le climat de l'île. Elle met au monde son deuxième enfant au moment du décès de Mr Hale. « Margaret l'aime de tout son cœur » et elle aime Margaret « avec le bout de cœur dont elle dispose » (as much of her heart as she can spare) dit Mr Hale. Ravie de l'accueillir chez elle lorsqu'elle est orpheline, elle craint cependant son esprit d'indépendance et se désole de son manque de coquetterie.
- Le capitaine Lennox :

Edith a rencontré ce bel officier nonchalant (qu'elle appelle tantôt Cosmo, tantôt Sholto) à un dîner où elle accompagnait sa mère sans plaisir, et ils se sont plu. Il est particulièrement fier de la beauté, de l'élégance et des manières parfaites de sa femme. Gentil, courtois, sans ambition, il a revendu son brevet pour rentrer à Londres, où il mène la vie vaine et frivole des riches désœuvrés.
- Henry Lennox :

Cet avocat jeune et brillant, ambitieux mais sans le sou (à cause du droit d'aînesse), est le frère cadet du capitaine Lennox. Il est attiré par Margaret au point de venir à Helstone la demander en mariage, quelques mois après les noces d'Edith avec son frère, malgré son manque de fortune et persuadé qu'il ne lui est pas indifférent. Mais elle l'éconduit gentiment. Elle ne le reverra que trois ans après, une fois revenue à Londres après le décès de ses parents. L'ayant d'abord aidée à essayer de défendre Frederick, il devient son conseiller financier lorsque, à la mort de Mr Bell, elle se retrouve subitement une très riche propriétaire de terrains et d'immeubles à Milton. Edith, qui ignore qu'elle l'a déjà refusé, aimerait bien qu'il épouse sa cousine pour créer autour d'elle un cocon familial chaleureux.
Margaret apprécie son habileté, son intelligence et son esprit de décision mais moins son côté sarcastique et caustique. La narratrice suggère qu'il est calculateur et a le cœur sec. La retrouvant lorsqu'elle revient vivre à Londres, et admirant sa beauté et ses capacités intellectuelles latentes, il envisage de profiter des occasions qu'il a de la rencontrer et de la conseiller pour essayer de la conquérir, maintenant qu'elle est une riche héritière, ce qui lui permettrait une extraordinaire élévation sociale. Elizabeth Gaskell laisse le lecteur deviner pourquoi il renonce finalement, affirmant à Edith, en sortant précipitamment d'une longue conférence de trois heures avec Margaret : « J'ai déjà perdu trop de temps ici » et « Miss Hale ne voudrait pas de moi. Et je ne lui demanderai pas de m'épouser », laissant ainsi le champ libre à John Thornton.

### Les habitants de Milton
Ils se divisent en deux catégories antagonistes, les riches patrons et banquiers d'un côté, les pauvres ouvriers, la « main-d'œuvre » (the hands), de l'autre. Ce sont ces derniers que Margaret fréquente en premier, touchée par leur misère, leur fierté bourrue et leur grande dignité. Elizabeth Gaskell reproduit leurs termes dialectaux et leur prononciation particulière.

#### Les Higgins
- Nicholas Higgins :

Gros travailleur, intelligent, même s'il lui arrive de boire un peu trop, il est un membre respectable de l'« Union » (on dirait aujourd'hui un « syndicaliste ») qui a lancé la grève quand les patrons ont baissé les salaires. Il a deux filles, Bessy, qui a le même âge que Margaret et Mary, de deux ans plus jeune. Il se lie progressivement d’amitié avec Margaret dont il apprécie la franchise et l'affection qu'elle porte à Bessy. Malgré des rapports au début très conflictuels, John Thornton et lui apprennent, grâce à Margaret, à se parler d'homme à homme et nouent progressivement une sorte d'amitié. Quand, ruiné, Thornton devra arrêter sa production, Higgins lui remettra une pétition, signée de tous les ouvriers désireux de revenir travailler chez lui dès qu'il pourra réembaucher.
Le personnage est fortement inspiré par George Cowell, un des meneurs de la longue grève de Preston. Le journaliste local, Charles Hardwick, le présentait comme un homme calme, intelligent, sensé, avec « un esprit puissant et assez actif ». Mais Cowell était aussi un méthodiste, abstinent convaincu.
- Bessy Higgins :

L'aînée de Nicholas Higgins a le même âge que Margaret Hale. Victime innocente du système industriel, elle souffre de ce qu'on n'appelle pas encore une maladie professionnelle, une inflammation des bronches induite par la respiration continuelle depuis son enfance des floches et de la poussière de coton. Humble, exaltée et très croyante, elle aime particulièrement l'Apocalypse de saint Jean qu'elle cite souvent, et éclaire Margaret sur beaucoup de sujets liés au fonctionnement de Milton et à la psychologie de ses ouvriers. Elle meurt peu après la fin de la grève.
- Mary :

La jeune sœur de Bessy, une grande fille brusque et silencieuse, part travailler dans un atelier de découpe de futaine pendant la grève, car, comme dit Bessy, « Faut bien qu'on vive. C'est pas avec ce que le syndicat nous donne qu'on y arrivera ». Elle travaille un temps chez les Hale, puis s'occupe des petits Boucher que son père a plus ou moins adoptés à la mort de leurs parents. Elle vient ensuite aider la cuisinière de la cantine créée dans Marlborough Mills.

#### Les Thornton
- Mrs Thornton :

Hannah Thornton voue à son fils un amour exclusif et jaloux ainsi qu'une admiration sans borne. C'est une femme entière, forte, austère, de la même trempe que lui, fière de ce qu'il a construit et révoltée par sa ruine. Elle éprouve un mépris inconscient pour les faibles, fait peu de cas des intellectuels (des fainéants) et des gens du Sud (des poules mouillées). Elle n’aime pas les Hale, « les grands airs » de Margaret en particulier, tout en reconnaissant à part elle qu'elle a du caractère. Elle est soulagée d'apprendre qu'elle ne veut pas épouser son fils, mais furieuse qu'elle le fasse souffrir et n'ait pas reconnu sa valeur. Timide, elle est peu habituée aux mondanités. Sous un air froid et revêche « se cachait en fait une âme tendre ». Elle a perdu une petite fille autrefois.
- Fanny Thornton :

La sœur de John est dépensière, prétentieuse et superficielle, au grand désespoir de sa mère qui l'entoure d'attentions car elle sait qu'elle est faible et peureuse. Elle doit épouser Watson, patron de manufactures « au-delà de Hayleigh ». C'est « un très bon mariage », car il est riche, mais beaucoup plus âgé qu'elle.

#### Les industriels
Historiquement, les manufacturiers forment depuis 1836 une Association fermement opposée à toute législation et intervention de l'État dans leurs affaires, comme aux demandes des Unions en pleine expansion. Ainsi, ils n'appliquent pas la loi des 10 heures (Ten Hour Bill) de 1832. North and South se fait l'écho de leur résistance : l'unparliamentary smoke (les fumées non rebrûlées) ou le refus d'installer des systèmes de ventilation dont ni eux ni les ouvriers ne voient l'intérêt. Dans le roman, outre Thornton, sont cités nommément, Slickson, qui fait des promesses qu'il n'a pas l'intention de respecter et que Higgins compare à « un chat, mielleux, rusé et cruel », Hamper chez qui il travaille avant la grève, tous deux à Milton, Henderson, patron à Asley et le pusillanime Harrison. Ceux qui sont invités au dîner des Thornton, les Collingbrook, les Stephen, les Macpherson, Mr Young, les Porter, les Brown et Mr Horsfall, l'invité étranger, ne sont que des noms.

#### Les autres personnages
- John Boucher :

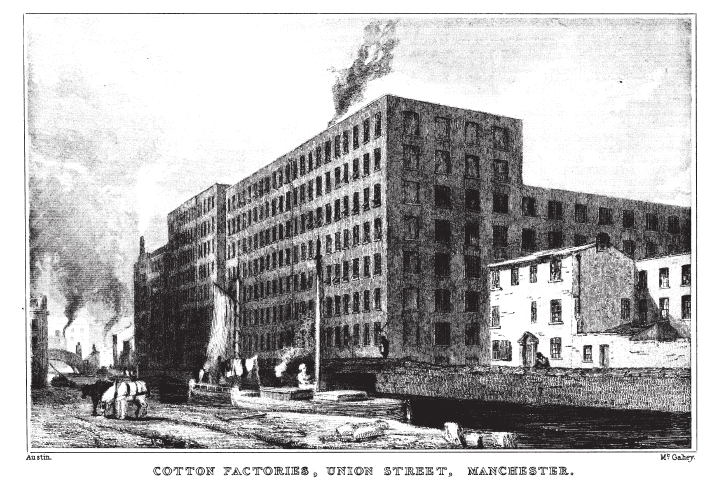
Les usines ont défiguré le Milton de Mr Bell (Murray's Mills en 1835).

Il symbolise l'ouvrier imprévoyant, faible, sans caractère, incapable de contrôler sa sexualité, image traditionnelle chez les moralistes et les économistes du pauvre finalement détruit par le système parce que, moralement dépravé, il n'a pas la volonté de s'en sortir. Qu'il ait du sang irlandais aggrave son cas, tant le préjugé national contre les Irlandais est tenace. Sa mort dérisoire souligne son caractère de victime : il a finalement montré du courage, mais juste celui de se suicider. Sa femme est malade et meurt peu après lui, et ses nombreux enfants sont trop jeunes pour travailler, puisque l'aîné n'a que huit ans.
- Leonards :

Fils du drapier de Southampton, « un méchant vaurien qui a failli faire mourir son père de chagrin » d'après Dixon, il s'est fait marin et était sur l'Orion lorsque Frederick y était lieutenant sous les ordres du capitaine Reid, et qu'il s'est trouvé mêlé à cette mutinerie pour laquelle il a été condamné à mort par contumace. Il veut le dénoncer pour empocher la récompense.
- Mr Bell :

Ce vieil ami, qui a dépassé la soixantaine, et souffre d'attaques chroniques de goutte, ce qui laisse supposer qu'il est grand amateur de bonne chère, est un ancien condiciple de M. Hale, maintenant fellow du Plymouth College à Oxford. Originaire de Milton, il est propriétaire des terres sur lesquelles ont été construits les Malborough Mills, pour lesquels Thornton lui paie un loyer, mais il déteste ce qu'est devenue sa ville natale, préférant résider à Oxford. Vieux garçon à l'esprit caustique, il se découvre une affection toute paternelle pour Margaret, « la Perle » au propre comme au figuré à ses yeux.
- Le docteur Donaldson :

Médecin de famille des Thornton, il assiste Mrs Hale dans les derniers temps de sa maladie, soulageant ses douleurs dans la mesure de ses moyens. Il n'a pas pu cacher à Margaret la gravité de l'état de sa mère et admire le fier courage de la jeune fille.

## Les lieux
L'opposition entre le Nord et le Sud s'incarne autant dans les lieux que dans les protagonistes. Elizabeth Cleghorn Stevenson a connu la même transposition radicale qu'elle fait subir à son héroïne : ayant passé toute son enfance dans le Cheshire, entre Sandlebridge, la ferme de ses grands parents maternels, les Holland, et la petite ville provinciale de Knutsford, elle se retrouve brusquement confrontée, en épousant à 21 ans William Gaskell, avec la vie dans ce grand centre industriel qu'est la « vieille triste enfumée sombre et grise Manchester ». Le mépris des hobereaux campagnards du sud de l'Angleterre pour les comtés du nord ouvriers et industriels était réel.

### Helstone

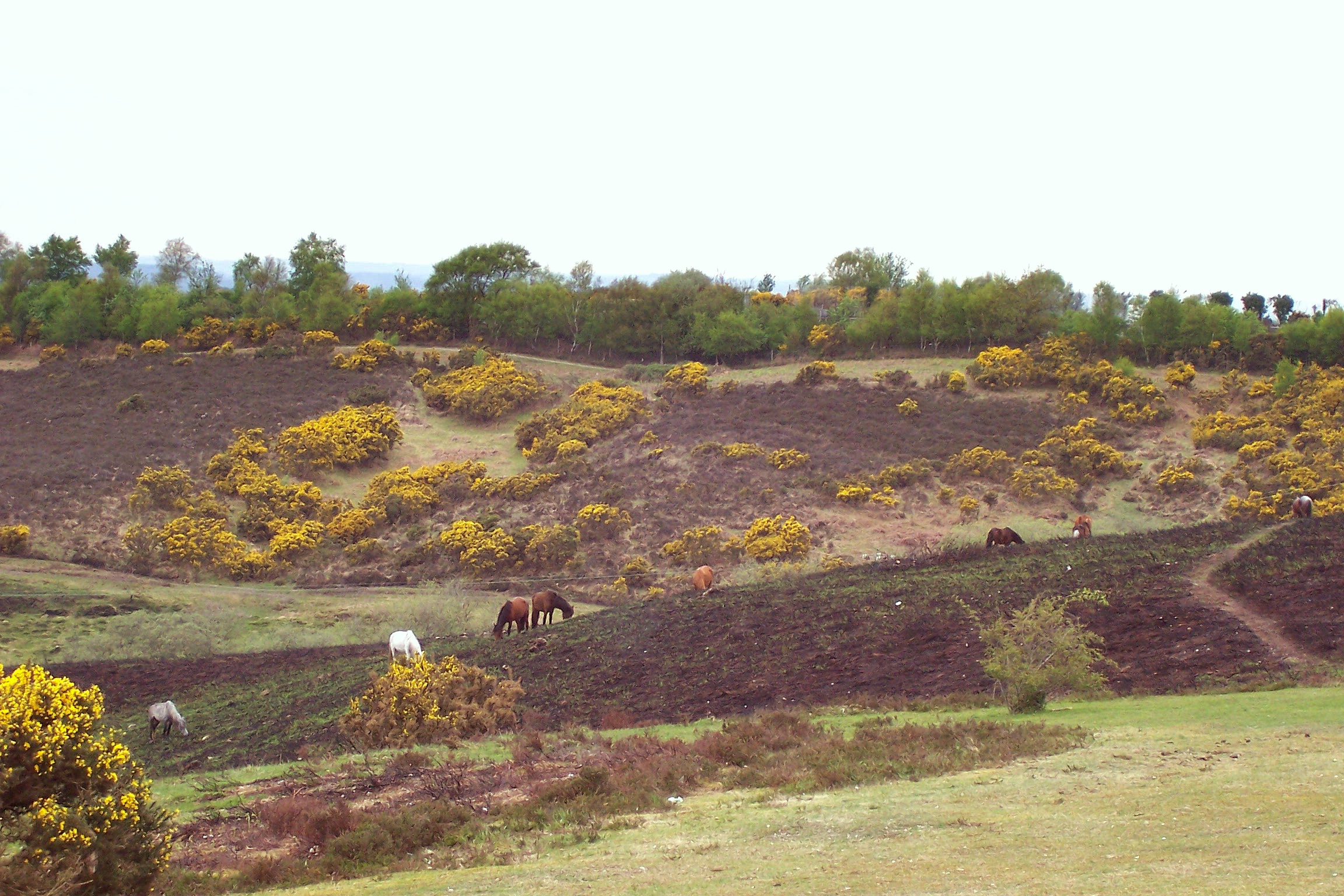
Paysage de la New Forest où est situé le fictif Helstone.

La petite paroisse de Helstone est située dans le Hampshire, une région agricole très boisée, la New Forest, à l'ouest de Southampton. Pour Margaret, cet endroit « est comme un village dans un poème de Tennyson » et elle revient avec bonheur vivre chez ses parents, dans le pauvre petit presbytère. La société locale est assez réduite, mais Margaret peut passer de longues heures à se promener dans une nature aux paysages paisibles et harmonieux.
Une fois à Milton, Margaret idéalise encore davantage son pays natal, sa vie paisible au rythme des saisons. Mais quand Higgins, après la grève, se propose d'aller travailler dans le Sud comme ouvrier agricole, elle l'en dissuade, soulignant tous les inconvénients du monde paysan : une nourriture chiche, alors qu'il est habitué à manger de la viande, des travaux d'extérieur pénibles, l'humidité qui apporte les rhumatismes… Plus tard, au cours de l'été qui suit la mort de son père, elle y retourne en pèlerinage avec Mr Bell. Si les paysages l'enchantent toujours et l'aubergiste, Mrs Purkis, l'accueille avec joie, elle découvre qu'en trois ans le paradis de son enfance a bien changé lui aussi : des arbres ont été abattus, les petites écolières ont grandi, le presbytère est transformé par ses nouveaux occupants, les Hepworth, un curé membre d'une Ligue de tempérance et sa nombreuse famille. Elle découvre avec horreur des relents de paganisme et de sorcellerie dans les pratiques arriérées des paysannes. Elle est d'abord accablée par le changement et la déception, mais cela ne dure pas :
« The common sounds of life were more musical there than anywhere else in the whole world, the light more golden, the life more tranquil and full of dreamy delight. […] "All is not exactly as I had pictured it, and the reality is far more beautiful than I had imagined it. Oh, Helstone! I shall never love any place like you". »
« Les bruits habituels de la vie étaient plus harmonieux là que partout ailleurs dans le monde entier, la lumière plus dorée, l'existence plus tranquille et pleine de délicieuses rêveries. […] « Rien n'est exactement comme je me l'étais représenté, et la réalité est bien plus belle que je ne l'avais imaginée. Oh, Helstone ! jamais je n'aimerai autant un autre endroit ». »

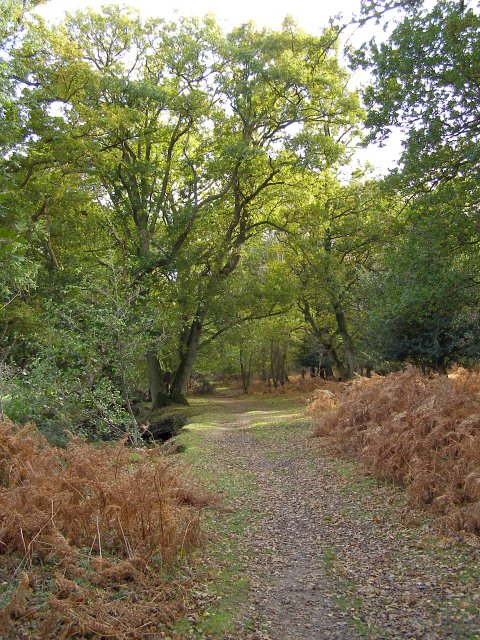
Margaret adorait se promener dans les chemins de la New Forest.

Elle comprend que, pour elle, ce lieu restera toujours le plus beau du monde, mais il fait maintenant partie de son passé : il est trop chargé de souvenirs heureux et elle n'a plus envie d'y revenir. John Thornton y a fait une étape, lui aussi, au début du printemps de la même année, en revenant du Havre, désireux « de voir l'endroit où Margaret est devenue ce qu'elle est » (to see the place where Margaret grew to what she is).

### Milton-Northern

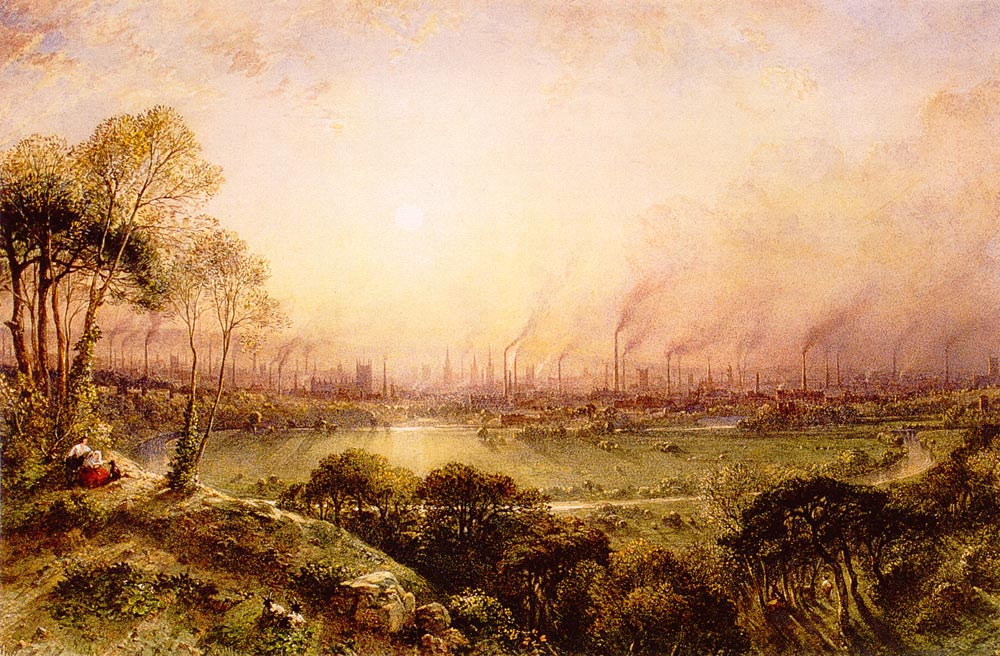
Cottonopolis : gravure de Edward Goodall (1795-1870), représentant Manchester vue depuis Kersal Moor en 1857.

La grande cité cotonnière, enfumée et bruyante, vouée au travail, est inspirée de Manchester où Mrs Gaskell vivait depuis son mariage en 1832, ce qui explique que sa description de la ville ouvrière soit bien documentée. La révolution industrielle a certes fait la richesse de la ville mais a aussi conduit à la misère une large part de la population. Ainsi, l’historien Simon Schama note que « Manchester représente le meilleur comme le pire dans des extrêmes effrayants, une nouvelle sorte de ville ; les cheminées des banlieues industrielles vous saluent avec des colonnes de fumée ». Friedrich Engels fait en 1845 une description très détaillée de Manchester, et particulièrement des « différents quartiers ouvriers, tels que j'ai eu l'occasion de les observer moi-même durant vingt mois », précisant que la « partie est et nord-est de Manchester est la seule où la bourgeoisie ne soit pas installée, pour la bonne raison que le vent dominant qui souffle dix ou onze mois de l'année de l'ouest et du sud-ouest apporte de ce côté-là la fumée de toutes les usines - et ce n'est pas peu dire ». En 1853 il y a 108 usines de coton à Manchester, mais il y en a aussi à Oldham, à Rochdale (où fut créée en 1844 une des premières coopératives, les Équitables Pionniers), à Ashton, à Bolton (ville natale de Samuel Crompton, l'inventeur de la mule-jenny), à Salford (surnommée Dirty Old Town), leur construction stimulée par la proximité de nombreuses mines de charbon, celles de Wigan en particulier.

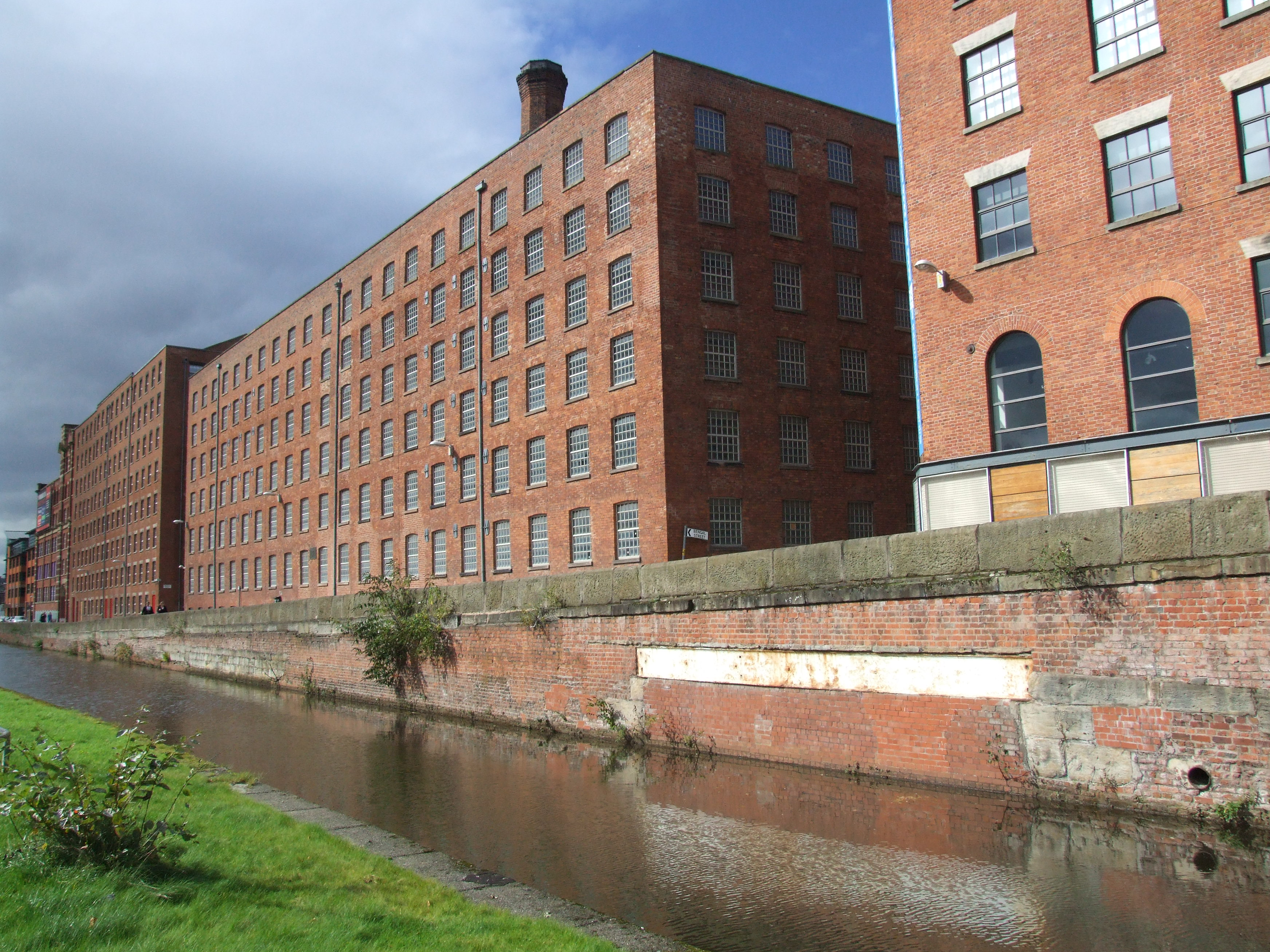

Milton apparaît à Margaret, qui s'en approche en train avec son père afin d'y chercher une maison à louer, d'abord visuellement, sous un épais nuage gris barrant l'horizon puis olfactivement : un léger goût et une odeur de fumée. Le long de la voie ferrée, les rues droites et désolées sont bordées de petites maisons de briques toutes identiques, avec çà et là « la masse rectangulaire de grandes usines » crachant des fumées noires « non-parlementaires ». La rue principale, New Street, était autrefois une ruelle dont l'élargissement, trente ans plus tôt, a accru la valeur des propriétés de Mr Bell.
Les rues sont encombrées de toutes sortes de véhicules transportant coton brut et cotonnades ; et si les passants ont l'air correctement vêtus, l'aspect débraillé et négligé de leur tenue frappe Margaret, habituée aux « habits élimés à l'élégance miteuse » des Londoniens pauvres.
Le journal local s'appelle simplement le Milton Times.
Les Hale trouvent à se loger dans le quartier le plus sain, Crampton, sur Crampton Crescent. Les Higgins habitent au 9 Frances Street, « la deuxième entrée à gauche après le Dragon d'Or » dans Princeton District, le quartier pauvre ; les Thornton demeurent dans Malborough Street, à environ trois kilomètres de Crampton, dans une belle maison construite « quelque cinquante ou soixante ans plus tôt » mais que jouxtent maintenant l'usine bruyante et les entrepôts. Le passage des saisons n'est rendu sensible dans la ville que par les épais « brouillards jaunes de novembre », le renchérissement des denrées et l'humidité poisseuse en hiver, le « tristement maussade soleil du printemps » (long bleak sunny days of spring), l'accablante chaleur estivale.

### Les autres lieux
- Londres  :

Harley Street, où est censé se trouver l'élégant domicile de Mrs Shaw, au no 96, existe vraiment, dans le district de la Cité de Westminster, un des arrondissements du Grand Londres. La vie y est confortable et se déroule toujours « avec la régularité d'une horloge », mais Margaret, après son séjour à Milton, la trouve vaine et sans intérêt, elle s'y ennuie, sauf quand elle s'occupe de son jeune neveu. Les premiers mois, comme elle est en deuil, elle mène une existence assez retirée, mais ensuite, elle n'aime pas les brillantes réceptions de sa cousine où les conversations mondaines sont pleines de « pétillant et de craquant » mais superficielles.
- Heston et Cromer :

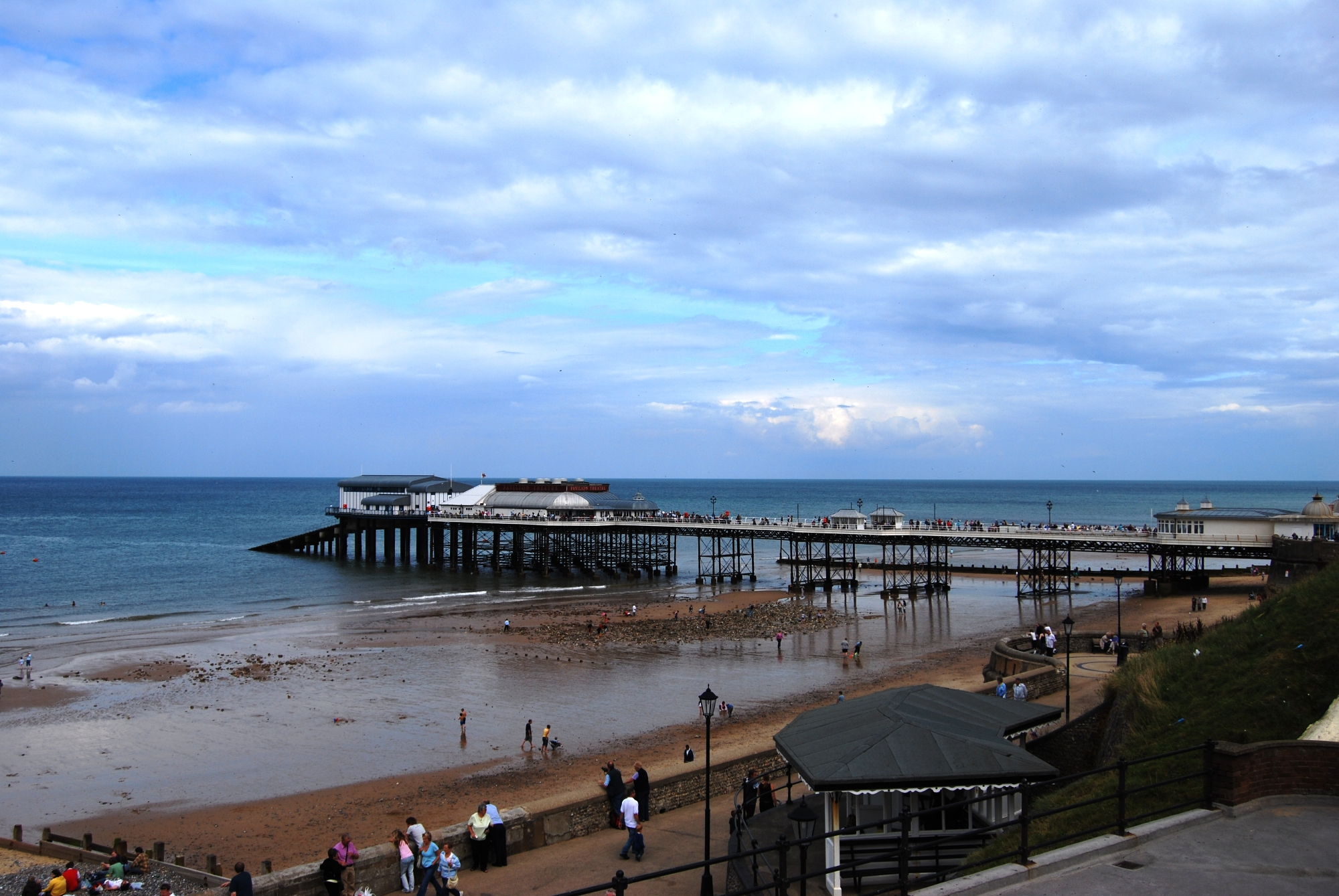
Cromer, la plage et la jetée.

Deux stations balnéaires sont décrites. La fictive Heston, à quelque vingt miles de Milton, est une longue rue qui s'étire irrégulièrement le long de la côte (« one long straggling street, running parallel to the seashore »). Mrs Hale et Dixon y séjournent une quinzaine de jours tandis que Margaret et son père vont à Milton chercher une maison à louer. Premier contact de Margaret avec le Nord, elle la surprend par l'air préoccupé des gens dans la rue, même lorsqu'ils s'adonnent à leurs plaisirs (« although on pleasure bent, had yet a busy mind »), et leurs tenues vestimentaires aux couleurs et à coupe sobres. Même les gens de la campagne n'y portent plus la traditionnelle blouse paysanne, le sarrau (no smock-frocks).

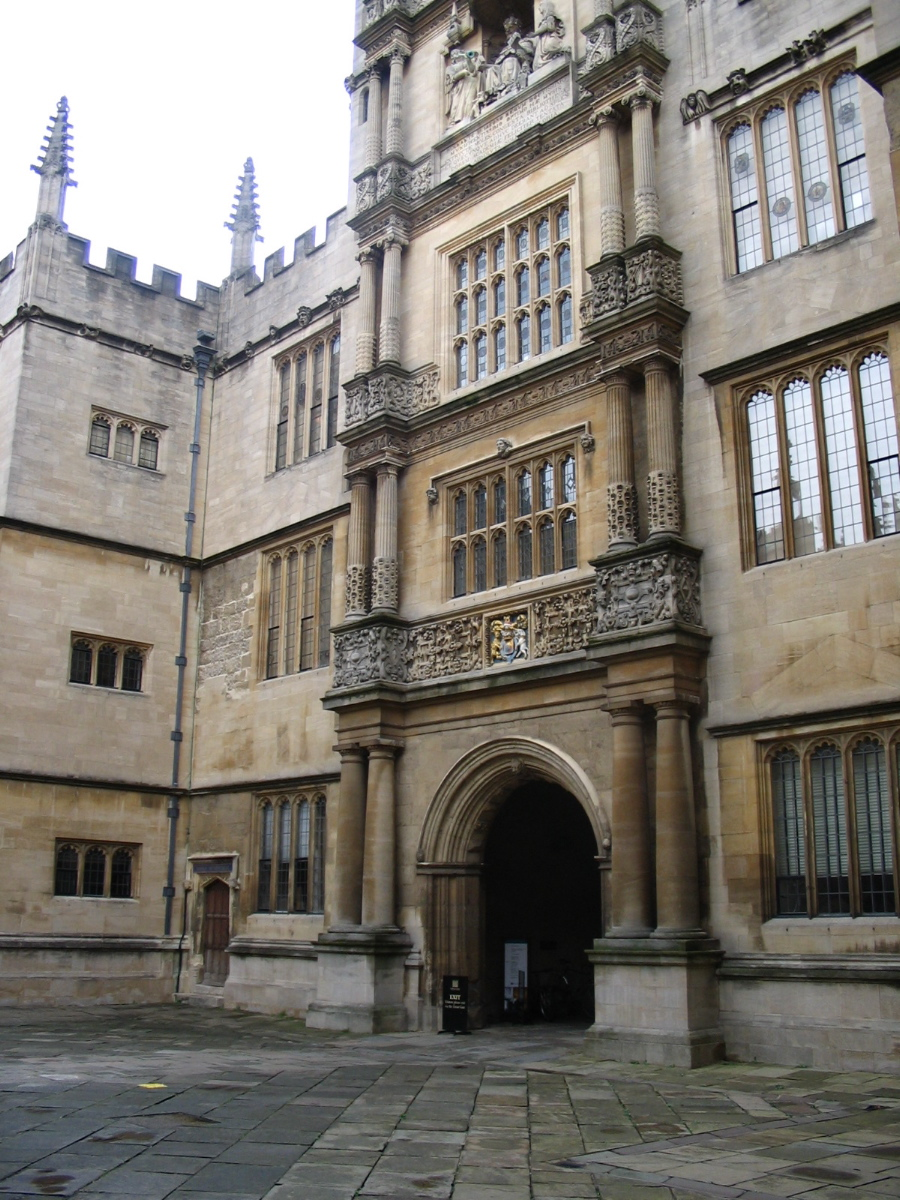
Oxford, cour de la Bibliothèque Bodléienne.

Cromer, dans le Norfolk est celle où Margaret, revenue vivre chez sa cousine après le décès de ses parents, passe des vacances en famille. Alors que les autres visitent la région ou les boutiques, elle reste de longues heures à méditer, assise sur la plage, face à la mer, engourdie par la mélodie sans fin du ressac (« the eternal psalm, which went up continually »). C'est là, maintenant qu'elle est majeure, qu'elle décide de prendre sa vie en main et, puisqu'elle n'a pas de devoirs envers un mari ou des enfants, de choisir ses priorités et ses activités.
- Oxford :

Mr Bell oppose Oxford, et son riche passé architectural et universitaire, à Milton, construite rapidement, sale et sans grâce. Margaret avoue qu'elle préfère s'intéresser aux habitants et à leurs activités plutôt qu'aux bâtiments. C'est à Oxford que meurent Mr Hale puis Mr Bell et qu'ils sont enterrés.
- Les lieux dont on parle :

D'autres lieux sont fréquentés par les personnages secondaires. Il y a l'Écosse, région d'origine des Lennox, où Edith et son mari vont voir la famille avant de rejoindre Corfou et Henry traite des affaires ; les lieux d'exil de Frederick Hale en Amérique du Sud, en particulier Rio, où il sert dans l'armée, et Cadix où il refait sa vie ; Nantes, où Mr Thornton va pour tenter de comprendre les causes de la hausse du cours du coton, ce qui lui donne l'occasion de passer à Helstone au retour.
Corfou, où Edith séjourne après son mariage, et dont elle décrit complaisamment à Margaret dans ses lettres, « les blanches falaises et la mer d'un bleu profond » qu'elle contemple depuis « le balcon ajouré » de sa villa, crée un violent contraste avec Milton, comme la vie frivole, brillante et sans souci d'Edith contraste avec celle de sa cousine. Margaret ressent douloureusement la légèreté et l'inconsciente cruauté d'Edith qui l'invite à venir profiter du « délicieux climat » avec Mrs Hale, alors que celle-ci est en train de mourir.

## Thèmes

### Autorité et rébellion
Un thème important est celui de la rébellion face à l'autorité, lorsqu'elle est considérée comme injuste. Et les autorités officielles, que ce soit l'Église, la Marine, voire l'Université, se montrent imbues d'elles-mêmes, inhumaines ou égoïstes, donc faillibles. Au centre du roman, il y a la grève des ouvriers qui veulent seulement « pouvoir nourrir leurs enfants » (They mun have food for their childer). Leur lutte impuissante est comme une guerre dont les modalités sont dictées par ceux qui maintiennent leur pouvoir par la force.
Mais il y a d'abord les diverses rébellions des Hale : Mr Hale rompt avec l'Église officielle dont il ne supporte plus la rigidité et oblige sa famille à s'exiler dans le nord ; Frederick Hale, impliqué dans une mutinerie contre un capitaine inhumain, vit dans un exil forcé, et même sa mère approuve ce qu'il a fait, « plus fière de le voir se dresser contre l'injustice que s'il avait juste été un bon officier ». Margaret elle-même agit souvent autrement que ce qui est attendu d'elle, manifestant sa liberté individuelle face aux convenances et aux lois : elle refuse d'épouser un avocat ambitieux, elle défie le pouvoir établi en mentant sans frémir au policier, pour protéger son frère. Elle a appris de lui que si loyauté et obéissance sont dues à celui qui exerce le pouvoir avec sagesse et justice, « il est plus beau de défier un pouvoir arbitraire, s'il est injuste et cruel, non pour soi-même mais au nom de ceux qui sont plus malheureux ».
Le thème du pouvoir est donc central lui aussi. Thornton est un homme de pouvoir, il représente même trois aspects de l'autorité de la classe dominante : il est un patron reconnu parmi ses pairs (pouvoir économique), il est magistrat (pouvoir judiciaire), il fait appel à l'armée (pouvoir politique) pour mater la révolte.
Margaret admire « l'énergie, le pouvoir, l'indomptable courage dans la lutte » qu'elle voit chez les habitants de Milton.
Elle se montre elle-même une femme de pouvoir dès sa première rencontre avec Thornton, puis dans ses joutes verbales avec lui, l'obligeant à réfléchir à la validité de son pouvoir et le poussant finalement à ne plus considérer ses ouvriers comme de simples exécutants mais comme des individus intelligents et capables de réfléchir. Lorsqu'elle atteint sa majorité, à 21 ans, elle prend sa vie en main, bien décidée à la mener selon ses goûts et à « accomplir les devoirs de son choix, puisqu'elle n'a ni mari ni enfants ». Et, à la fin, elle maîtrise le vocabulaire financier et participe à la gestion des biens hérités de Mr Bell.

### Femme de tête à l'époque victorienne

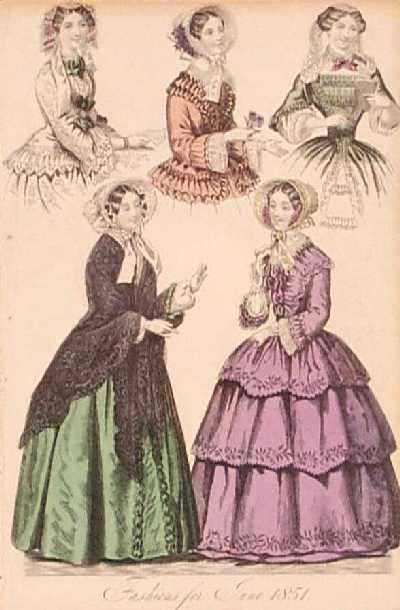
La mode, un des sujets favoris de conversation de salon pour les dames.

Deux types féminins sont présentés à travers les deux cousines, Edith Shaw et Margaret Hale. Edith, au début du roman, est endormie et comparée à la Belle au bois dormant et à Titania, attendant la venue du prince charmant qui va les réveiller. Elle symbolise l'idéal féminin de l'époque victorienne : la beauté, l'innocence, la pureté. À la fin, elle se montre une parfaite maîtresse de maison, à la vie mondaine superficielle et vaine, satisfaite de meubler son temps par des sorties, des diners, des réceptions, effrayée par la liberté d'esprit de sa cousine.
Le personnage de Margaret Hale possède des traits de caractère de sa créatrice et reflète l'admiration de cette dernière pour l'action de Florence Nightingale, ce qui nourrit ses réflexions sur les rôles que peuvent tenir les femmes de sa classe sociale dans la société.
Elle est courageuse, indépendante, ne s'intéresse pas aux sujets habituels de conversation des dames : l'habillement, le mariage, les bijoux. Elle lit, elle marche d'un pas décidé, elle essaie de comprendre les autres. Elle ne se conduit pas avec cette « modestie » considérée comme la qualité féminine fondamentale selon les critères victoriens. Elle a même une « présence » physique qui attire le regard masculin, celui de Lennox, celui de Thornton, mais aussi celui des ouvriers dans les rues de Milton. Mais elle affirme constamment une autre valeur féminine, bien plus essentielle à ses yeux, le « besoin de préserver la vie » dans le contexte de la lutte des classes et se pose en médiatrice, poussant Thornton et Higgins à se parler en hommes ayant un cœur, et non de maître à employé. Elle est constamment déchirée entre son besoin moral d'agir avec sincérité et la nécessité de se conduire avec la « modestie féminine » requise. Thornton, même s'il la défend en public, a aussi du mal à comprendre et accepter cette « double » nature, « pratiquement incapable de séparer Una de Duessa » lorsqu'il rêve d'elle.
C'est pour cela qu'elle refuse de reconnaître qu'elle a des motifs personnels pour protéger Thornton, ou qu'elle ment à l'inspecteur de police : se conduire comme elle l'a fait devant les émeutiers ou se trouver de nuit dans la rue avec un jeune homme inconnu, ça ne se fait pas quand on est une jeune fille « honnête », (maiden, c'est-à-dire vierge). Sa pudeur féminine souffre de savoir comment tout le monde interprète son geste pour préserver Thornton après l'avoir poussé à se mettre en danger : « J'ai bien agi, [… en] me conduisant mal » (I did some good [… by] disgracing myself) : la vertu d'une lady victorienne et la vertu chrétienne de charité sont incompatibles. Incapable, à ce moment-là, de reconnaître qu'elle ressent déjà de l'attirance pour Thornton, Margaret accueille sa demande en mariage comme « une prisonnière faussement accusée d'un crime qu'elle détestait et méprisait », de même qu'elle refuse d'envisager l'idée qu'il ait pu prendre Frederick pour un amoureux et en être jaloux. Lorsqu'elle apprend, par le policier, qu'il connaît et couvre son mensonge, elle ressent une culpabilité disproportionnée. Elle s'imagine avilie, abaissée, tombée au plus bas à ses yeux. Elle devient silencieuse et commence à rougir sous son regard, ce qu'elle ne faisait jamais auparavant.

### Sphères masculine et féminine

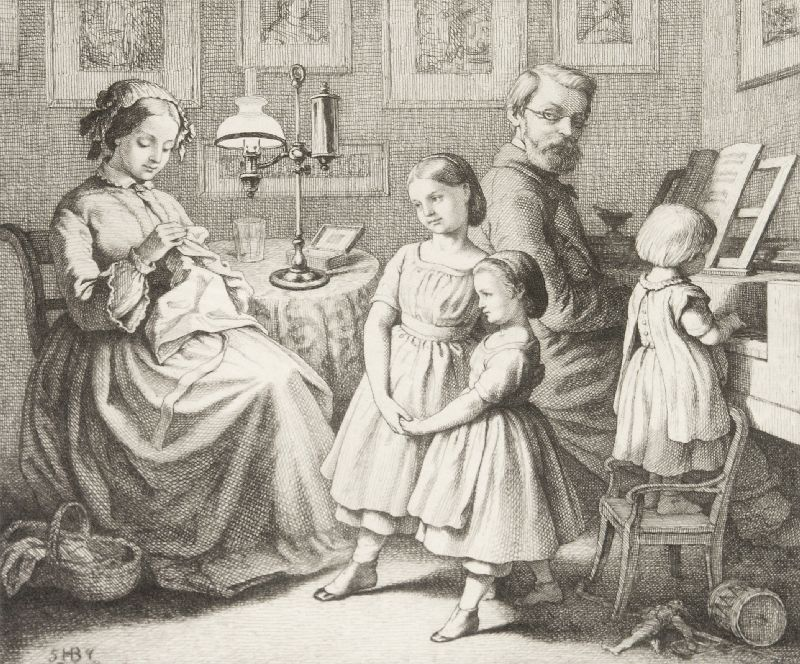
Vision idéale de la sphère domestique, gravure de Hugo Bürkner, 1854.

La notion de « domaines réservés », separate spheres, la sphère publique réservée aux hommes et la sphère domestique à la charge des femmes, est une idée communément admise à l'époque victorienne.
Alors que l'expression des sentiments est considérée comme réservée aux femmes (qui ont ainsi le loisir de pleurer, rougir, s'évanouir… quand elles ne sont pas des ouvrières), les hommes sont dans un mode relationnel qui privilégie l'agressivité, considérée comme une qualité masculine. Bessy présente d'ailleurs la lutte entre patrons et ouvriers comme « la grande bataille d'Armageddon », et Mrs Thornton comme une guerre. La maîtresse de maison idéale est aussi la gardienne domestique de la morale et de la religion, l'ange de la maison, alors que la sphère publique est considérée comme dangereusement amorale. Dans les œuvres d'auteurs comme Dickens, les catastrophes se produisent lorsque les personnages ne se conforment pas à la norme en vigueur, mais dans North and South cette notion de « domaines réservés » est remise en question.
Mr Hale est bienveillant, mais c'est aussi un homme faible et irrésolu, justement qualifié de « féminin » et de « délicat » dans son comportement, et Frederick est écrasé de chagrin à la mort de sa mère, alors que Margaret est amenée par les circonstances à avoir un comportement « masculin » : organiser à la place de ses parents le départ de Helstone, et, une fois à Milton, apprendre à « porter la charge toute seule » et donner du courage à son père, en « se comportant en fille de Romain ». Alors que Higgins se dérobe et que son père tremble d'horreur, elle va annoncer à Mrs Boucher la mort de son mari et s'occuper avec dévouement et efficacité de toute la famille. Pour sa mère, elle prend l'initiative de faire venir son frère puis protège son départ. À la fin elle a même investi le monde masculin, puisqu'elle gère la fortune héritée de Mr Bell.
Thornton et Higgins, en revanche, ne renient en rien leur masculinité en laissant parler leur cœur. Higgins, en particulier, lui que Thornton considère comme un « parfait démagogue, aimant le pouvoir, quel qu'en soit le prix pour les autres », en recueillant et élevant les petits Boucher, incarne les valeurs maternelles de la tendresse (ce dont manque Mrs Thornton) et de la force (que ne possède pas Mrs Hale) avec beaucoup de dignité. Pour John Thornton, la narratrice précise qu'« il y avait de la tendresse dans son cœur, ce que Nicholas Higgins appelait un « endroit doux » (a soft place), mais il montrait quelque orgueil à la dissimuler ». Cette capacité de sympathie, qu'il a du mal à exprimer, se devine dans la sphère privée, dans son affection pour sa mère ou les délicates attentions qu'il a envers les Hale. Elle se manifeste finalement aussi dans la sphère publique, lorsqu'il développe avec ses ouvriers des relations humaines et non plus des rapports d'ordre purement financier (le cash nexus), et qu'il présente le résultat de ses « expériences » au député, Mr Colthurst. Cela va même jusqu'à une confusion totale entre sphère publique et privée dans la mise en place d'une cantine pour le personnel de l'usine (la préparation des repas relevant usuellement de la sphère domestique), cantine où il est parfois invité à partager le repas de ses ouvriers.
Dans le dernier chapitre, Thornton et Margaret ont évolué de façon convergente et ont tous deux appris « le chemin de l'humilité ». Ils se sont en partie affranchis du carcan des separate spheres : il a « expérimenté » des relations amicales dans le travail, elle affirme son indépendance par rapport au genre de vie qu'est censée mener une jeune femme aisée de son temps, celle que mène sa cousine. C'est elle qui initie leur rencontre, qu'elle présente comme une discussion d'affaires, et qu'il choisit d'interpréter comme une déclaration, s'exprimant lui-même d'« une voix tremblant de tendre passion ». Elizabeth Gaskell s'est posé des questions sur la manière de conclure son roman, désireuse de ne pas affaiblir la masculinité de Thornton, dont le personnage doit rester « cohérent avec lui-même, à la fois fort et ferme et tendre, et pourtant un maître ». Dans la scène finale ils se retrouvent un moment dans la même position que durant l'émeute, mais maintenant c'est elle qui a la maîtrise financière de la situation et lui la réaction émotionnelle. Les deux dernières répliques montrent qu'il n'y a plus face à face un industriel du Nord et une lady du Sud, mais juste « un homme » (that man) et « une femme » (that woman).

### Autres thèmes

#### Relations filiales et amicales
Certains liens familiaux sont particulièrement privilégiés : Margaret et son père, Higgins et Bessy, Mrs Hale et Frederick, mais ils sont interrompus par la mort. Le lien entre Thornton et sa mère est particulièrement étroit et profond. Sous ses manières froides, elle éprouve pour lui, « son fils, sa fierté, son bien », une affection sans borne et exclusive, affirmant : « l'amour d'une mère est un don de Dieu. Il dure pour toujours » (« Mother's love is given by God, John. It holds fast for ever and ever »).
Les relations parents-enfants servent souvent de métaphores pour les relations entre patrons et ouvriers dans la littérature victorienne. Mais dans le chapitre XV Master and Men, Margaret récuse la conception paternaliste de Thornton, qui infantilise l'ouvrier, et défend une attitude qui l'aide à grandir et s'émanciper.
Les liens d'amitié qui se créent à Milton entre des personnes de classes sociales, d'éducation et de culture différentes, Mr Hale et Thornton, Margaret et Bessy, et, à la fin, Higgins et Thornton, préfigurent le genre de relations humaines que souhaite Elizabeth Gaskell, qui gomme les distinctions de classes.
De même, entre Margaret, amenée à assumer des tâches ancillaires, et Dixon, traitée comme une confidente par Mrs Hale, se construit une relation faite de respect, d'affection et de compréhension.

#### Contexte religieux

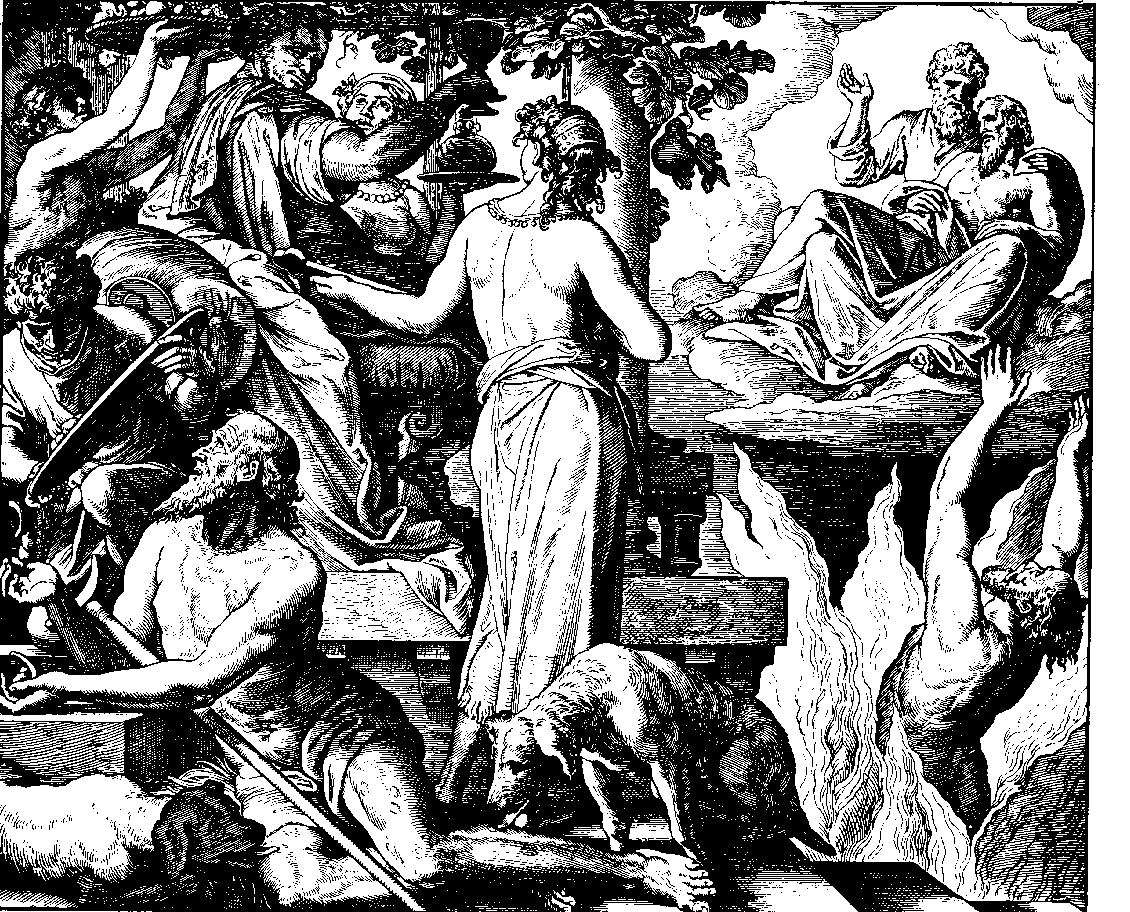
Bible illustrée de 1860. De nos jours les chiens n'ont pas autant de pitié qu'à l'époque de Lazare, dit Bessy.

Quoique fille et épouse de pasteur, Elizabeth Gaskell n'écrit pas un roman religieux, même si la religion joue un rôle important dans son œuvre. Les unitariens ne croyaient pas à la valeur littérale des textes bibliques mais essentiellement à leur valeur symbolique. Ils ne croyaient pas au péché originel, donc ne considéraient pas les femmes comme plus coupables ou plus faibles que les hommes. Leur conception de la religion était plus libérale que celle des autres communautés, que ce soit les évangélistes, les anglicans ou les dissidents. North and South présente un tableau typique de la tolérance unitarienne dans la réunion, un soir, de Margaret restée anglicane, son père le dissident et Higgings l'agnostique agenouillés pour une prière commune : « Margaret the Churchwoman, her father the Dissenter, Higgins the Infidel, knelt down together », écrit-elle. Les Thornton sont non-conformistes, puisqu'ils possèdent et que Mrs Thornton lit les Commentaires sur la Bible (« Exposition of the Old and New Testaments ») de Matthew Henry.
En ce qui concerne le catholicisme, Elizabeth Gaskell montre plutôt un esprit ouvert, alors que le rétablissement en 1850 par le pape Pie IX d'une hiérarchie catholique romaine en Angleterre est en général violemment condamné. Elle traite avec beaucoup de délicatesse la conversion de Frederick Hale qui épouse une Espagnole catholique, Dolorès.
Les Écritures apparaissent sous la forme de citations, par exemple du Livre de Job (II, 13), dans la dernière phrase du chapitre VI, de références implicites ou explicites, comme l'allusion au « Frère aîné » (de la parabole du Fils Prodigue), d’influences stylistiques ou de réécritures, comme la paraphrase par Margaret de la définition de la charité (« cette vertu qui est longanime, serviable et ne cherche pas son intérêt ») de la Première épître aux Corinthiens. Mais la narratrice met en garde contre l’usage abusif qui pouvait en être fait : Bessy Higgins lit l'Apocalypse au premier degré, pour s'évader de sa condition, ce que son père appelle « ses lubies méthodistes » ; elle fait une interprétation simpliste de la Parabole du mauvais riche et du pauvre Lazare, interprétation que Margaret critique vivement : 
« It won’t be division enough, in that awful day, that some of us have been beggars here, and some of us have been rich,—we shall not be judged by that poor accident, but by our faithful following of Christ. »
« Que certains d'entre nous aient été mendiants et d'autres riches ne suffira pas à faire le tri en ce jour terrible. Nous ne serons pas jugés d'après ce misérable accident, mais d'après notre fidélité au Christ. »
Margaret et John suivent un chemin de conversion qui les amène à se réconcilier, en reconnaissant leur « indignité » (unworthiness). Margaret, qui a le plus long chemin à faire, est d'abord écrasée par la culpabilité du mensonge « si misérable et si stupide » fait au policier pour protéger Frédéric et la honte qu'elle en ressent, surtout parce qu'elle se croit déconsidérée aux yeux de Thornton, mais une page de Saint François de Sales l'incite à rechercher « le chemin de l'humilité », alors que Mr Bell tente de minimiser et rationaliser cet acte commis instinctivement, sous l'emprise de la panique.
Thornton, au bord de la ruine, comme Job, « s'efforce de ne plus être révolté », tandis que sa mère se rebelle contre l'injustice de sa situation : « Pas pour toi, John ! Dieu a jugé bon de se montrer très dur avec toi, vraiment très dur », avant de rendre grâce avec ferveur pour « le sentiment de bonheur que lui donnait sa simple existence ».

## Analyse littéraire

### Construction

#### Héritage austenien
La filiation du roman d'Elizabeth Gaskell avec Orgueil et Préjugés de Jane Austen est fréquemment soulignée : le premier biographe moderne de Mrs Gaskell, A. B. Hopkins, traite North and South de Pride and Prejudice victorien. En 1988, Rosemarie Bodenheimer, dans The Politic of Stories in Victorian Fiction, l'admet aussi, tout en préférant étudier ses liens avec Shirley de Charlotte Brontë. Elle la voit dans la « description de solides qualités domestiques » et « l'optimisme social de l'intrigue de son Orgueil et Préjugés industriel ». Ann Banfield de son côté rapproche North and South de Mansfield Park, pour deux raisons : Margaret Hale, comme Fanny Price est transplantée dans un endroit qu'elle devra apprivoiser, et le roman est aussi construit sur une opposition de lieux, mais à une plus grande échelle.

#### Faux départs
Le roman présente trois commencements successifs, deux « faux départs » (le premier chapitre à Londres puis le second relatant le retour à Helstone) et le vrai début, le départ de l'héroïne pour Milton, au chapitre 7. Les premiers chapitres sont des fausses pistes, non des maladresses, ils indiquent « d'abord le genre de roman qu'elle n'écrit pas ». North and South débute comme un roman de mœurs (novel of manners) « à la manière de » Jane Austen : dans le chapitre 1, un ton ironique (dont la tante Shaw fait souvent les frais), les préparatifs d'un « bon » mariage à la ville, un célibataire à la recherche d'une bonne fortune (Henry Lennox), une héroïne vive et intelligente, s'épanouissant, au chapitre 2, dans le cadre d'un paisible village campagnard du Hampshire. Mais ce ton ironique disparaît ensuite. Deirdre David, dans Fictions of Resolution in Three Victorian Novels, paru en 1981, suggère que l'abandon de la société londonienne et de l'ironie soulignent que Margaret n'est pas à sa place dans le Sud, et que son acclimatation au Nord ne doit pas être traitée avec ironie. Bien que consciente de sa supériorité culturelle et sociale, elle se lie d'amitié avec une petite ouvrière de son âge, Bessy Higgins, abandonne progressivement son aversion pour le shoppy people (le monde du commerce), et, en reconnaissant les qualités de Thornton, franchit les frontières entre les classes sociales, jusqu'à se considérer comme « pas assez bien » pour lui.
Le sujet du roman, en effet, concerne la vie des habitants du Pays Noir, où les jeunes filles meurent de « phtisie cotonneuse », les capitalistes font fi des obligations légales, les ouvriers refusent des aménagements prophylactiques, fomentent des grèves ou créent des émeutes. Elizabeth Gaskell écrit un roman de mœurs, mais dans le vaste cadre d'un roman industriel.
On a pu, comme Martin Dodsworth en 1970, reprocher à l'intrigue amoureuse de prendre le pas sur le contexte industriel et de donner trop de place au conflit sentimental entre Margaret et Thornton, mais North and South n'est pas une simple réécriture d'Orgueil et Préjugés dans un cadre industriel : Margaret, en prenant la parole, en posant des questions et donnant son avis (sortant ainsi du rôle de « femme potiche » auquel la société victorienne confine les jeunes filles de bonne famille), acquiert une stature et un rôle publics. Et si le roman s'achève à Harley Street, là où il a commencé, c'est pour mieux souligner à quel point Margaret a évolué : devenue étrangère au monde vain et superficiel de sa cousine Edith et d'Henry Lennox, elle a choisi Thornton, et Milton.

#### Bévues et boulettes

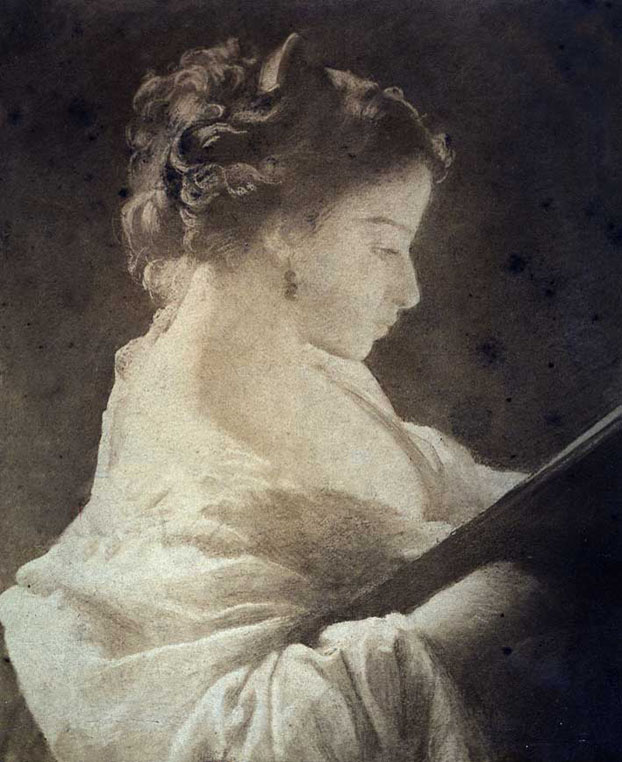
Margaret était très différente des jeunes filles que Mr Thornton avait l'habitude de voir.

Les titres de chapitres First Impressions, Mistakes (Erreurs), Mistakes Clared Up (Où les erreurs sont rectifiées), Mischances (Infortunes), Expiation, soulignent les impairs que commet Margaret ou les problèmes que lui créent les malentendus et les défaillances d'autrui qui jalonnent le roman. Certaines erreurs viennent de ce qu'elle ignore, ne comprend pas, voire récuse les codes qui régissent Milton, comme la « franche et familière coutume » de la poignée de main ; d'autres viennent des manquements d'autrui : Dixon omet de lui dire que Thornton assistait à l'enterrement de sa mère, Mr Bell meurt avant d'avoir l'occasion d'expliquer à Thornton les raisons du mensonge qu'elle s'est crue obligée de faire. Elle a l'impression que le contrôle de sa vie lui échappe, se sent incomprise, et incapable de s'expliquer, dans un monde qu'elle-même ne comprend pas.
D'autres enfin, viennent de son innocence ou son inconscience : habituée au chic des salons londoniens, elle ne sait pas qu'elle porte son châle « comme une impératrice ses voiles » ni qu'elle sert le thé avec « l'air fier d'une esclave réticente » ; elle se montre maladroite face aux deux demandes en mariages : la déclaration de Henry Lennox, qu'elle trouve « désagréable », la met mal à l'aise, mais elle se sent « offensée » et agressée par celle de John Thornton ; elle croit naïvement qu'on peut parlementer avec les émeutiers ; elle n'a pas conscience que son frère Frederick et elle ont l'air d'un couple d'amoureux sur le quai de la gare.
Ses impairs n'ont pas toujours des conséquences négatives cependant : lorsqu'elle avoue à Higgins qu'elle est déçue par Thornton qui a refusé de l'embaucher, elle est honteuse que ce dernier ait surpris sa remarque, mais lui-même souffre de paraître injuste à ses yeux ; et sa « simple proposition » de renflouer l'usine (mere business arrangement), qui pourrait heurter l'orgueil de Thornton ou sembler choquante de la part d'une « dame » (unladylike) s'il ne s'agissait que d'une opération financière, précipite le dénouement heureux.

### Style et narration

#### Techniques narratives
La narratrice intègre avec fluidité ses descriptions de lieux ou de sentiments à son récit : la première description de Malborough Mills au chapitre XV se fait à travers les yeux et les réflexions de Margaret, dont le regard est privilégié. Mais la narratrice omnisciente dévoile les pensées des personnages, leurs réflexions, le récit glissant parfois en discours indirect libre. Ainsi, les « réflexions en silence » de Mrs Thornton, à sa visite chez les Hale, qui « préféra de loin le jersey double que tricotait Mrs Hale [à la broderie de Margaret] : cela au moins était un ouvrage pratique. » (She liked Mrs. Hale's double knitting far better; that was sensible of its kind).
L'auteur se permet aussi quelques discrètes intrusions, comme à la fin du chapitre IV du deuxième volume :
« [Thornton] thought that he disliked seeing one who had mortified him so keenly; but he was mistaken. It was a stinging pleasure to be in the room with her […]. But he was no great analyser of his own motives, and was mistaken as I have said. »
« Il pensait qu'il lui était désagréable de voir quelqu'un qui l'avait si fortement humilié ; mais il se trompait. C'était une douleur délicieuse de se trouver dans la même pièce qu'elle […] Mais il n'était pas grand exégète de ses propres motifs et il se trompait, comme je l'ai dit. »
La narratrice s'intéresse particulièrement à la psychologie de ses personnages, à leur moi caché, à la manière dont les contacts avec les autres bousculent inconsciemment leurs certitudes. Une locution revient très souvent : « as if » (« comme si », comparaison conditionnelle), qui semble indiquer une hésitation de sa part, un refus d'affirmer de façon trop péremptoire, par exemple « Bessy had sat down on the first chair, as if completely tired out with her walk » (« Bessy s'était écroulée sur la première chaise venue, comme si sa promenade l'avait totalement épuisée ») (I, XI), ou « He spoke as if this consequence were so entirely logical » (« [Thornton] s'exprimait comme si cette conséquence était absolument logique ») (I, XIX). Cette tournure est surtout utilisée lorsqu'elle explore les sensations et les sentiments des personnages : « As if she felt his look, she turned to him » (« [Margaret] se tourna vers lui, comme si elle avait senti son regard ») (I, XXII) ; « He had shaken off his emotion, as if he was ashamed of having ever given way to it » (« [Higgins] avait réprimé son émotion, comme s'il était honteux de l'avoir laissée apparaître ») (II, IV) ; « She lifted up her head, as if she took pride in any delicacy of feeling which Mr. Thornton had shown » (« [Margaret] releva la tête, comme si elle était fière de toutes les délicatesses de sentiment que Mr Thornton avait montrées ») (II, XV). Elle l'utilise lorsqu'elle explore, par exemple, le processus inconscient qui permet à Thornton, dont la souffrance amoureuse a brisé le sang-froid et la maîtrise des sentiments, de venir discuter avec Higgins, « and then the conviction went in, as if by some spell, and touched the latent tenderness of his heart » (« Et alors il acquit la conviction [que Higgins avait dit vrai], comme par quelque sortilège, et elle toucha la tendresse latente de son cœur ») (II, XV).

#### Style et langue
Le style est imagé, certes avec des éléments romantiques datés, des expressions codifiées ayant vieilli, au charme suranné, le vocabulaire amoureux, par exemple : « But, for all that--for all his savage words, he could have thrown himself at her feet, and kissed the hem of her garment » (« Mais, malgré tout ça, malgré ses dures paroles, il était prêt à se jeter à ses pieds et baiser l'ourlet de sa robe ». L'univers créé est « un univers ample et foisonnant », aux personnages typés, comme croqués sur le vif, qui parlent la langue de leur classe sociale (l'anglais dialectal du Lancashire pour les ouvriers), avec un souffle parfois, allant jusqu'à évoquer certaines pages de Zola : le capitalisme, selon Thornton qui défend une théorie proche du darwinisme social, est un phénomène naturel, quasi physique, obéissant à des lois immuables, course impitoyable au progrès où l'être humain est sacrifié, les faibles disparaissent, qu'ils soient patrons où ouvriers.
Un certain nombre d'écrivains du XIXe siècle se sont intéressés aux parlers spécifiques de leur région d'origine, l'écossais pour Walter Scott, l'irlandais pour Maria Edgeworth. Mrs Gaskell, s'appuyant en particulier sur les travaux de son mari, n'hésite pas à mettre dans la bouche des ouvriers de Milton des tournures dialectales et le vocabulaire spécifiques du Lancashire, et plus précisément de Manchester, mais sans aller toutefois aussi loin qu'Emily Brontë dans sa transcription de la prononciation particulière du Yorkshire ou que Dickens pour celle de la syntaxe des pêcheurs de Yarmouth dans David Copperfield. Elle note, par exemple la façon d'avaler les mots, le tutoiement et l'argot de Boucher ou de Higgins : « Hou'd up, man. Thy lile Jack shall na' clem. I ha' getten brass, and we'll go buy the chap a sup o' milk an' a good four-pounder this very minute » (« Attends, mon vieux. Ton p'tit Jack, y va pas crever. J'ai un peu de fric, on va tout'suite ach'ter au môme une lampée d'lait et un bon gros [pain de] quat'-livres »), ou le vocabulaire dialectal utilisé par Bessy : they mun (must) have food for their childer (children) (« Faut bien qu'elles aient à manger pour leurs gosses »).
L'acculturation de Margaret passe aussi par le langage. Quand sa mère lui reproche d'employer les « horribles mots de Milton » et des « provincialismes » vulgaires comme slack of work (du manque à l'ouvrage), elle lui répond que, lorsqu'on habite une ville industrielle, il faut utiliser son vocabulaire quand c'est nécessaire. Elle lui donne comme exemple le mot, peut-être vulgaire mais qu'elle trouve expressif, de knobstick. La narratrice met aussi dans sa bouche un terme local (redding up, pour tidying) lorsqu'elle s'adresse aux petits Boucher, leur proposant, pour les occuper, de mettre un peu d'ordre dans leur taudis : to do something that she suggested towards redding up the slatternly room.

### Réflexion sociale

#### Le contexte

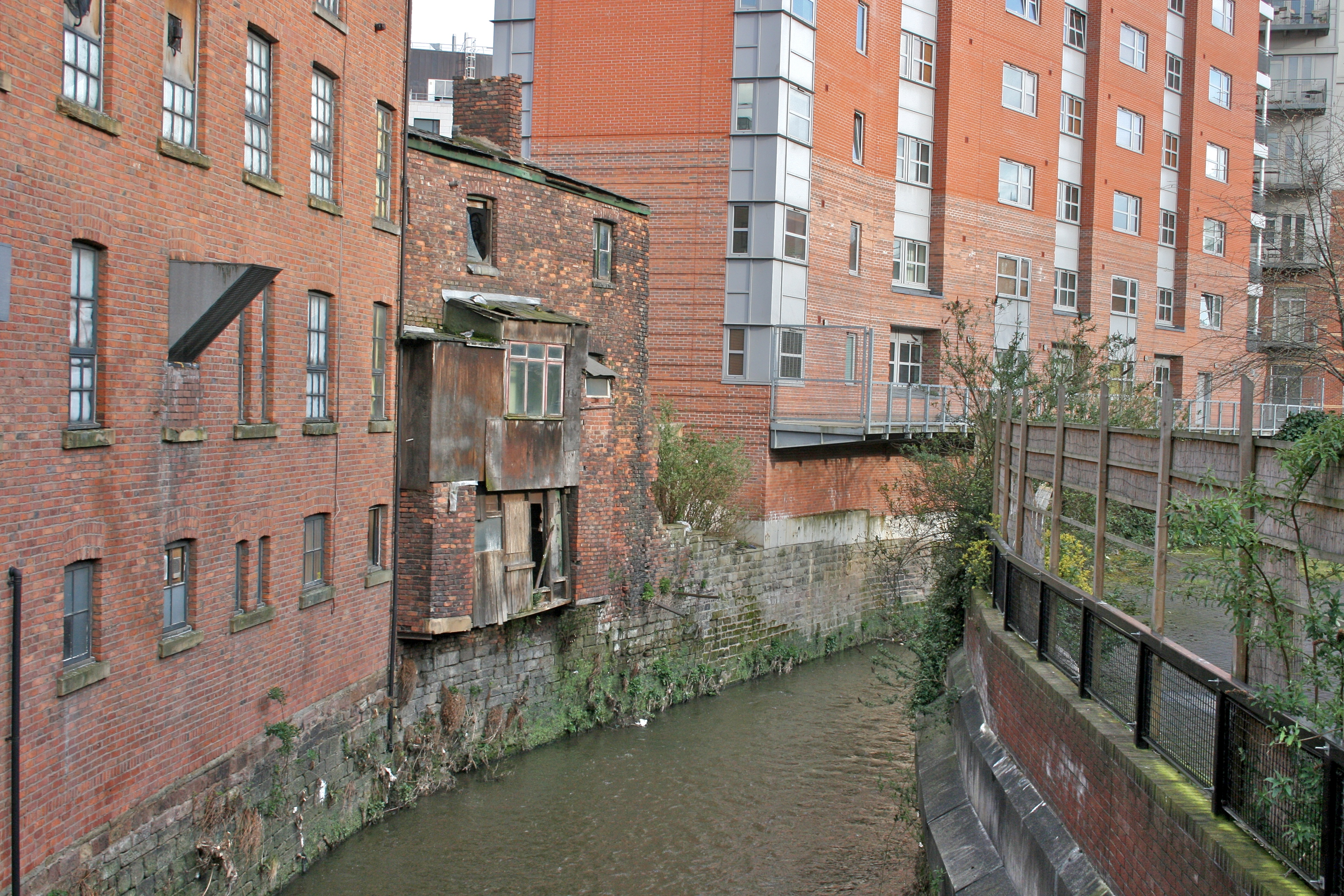
Vestige du Manchester insalubre du XIX, arrière de Princess Street, sur le Medlock.

Elizabeth Gaskell vivait à l'époque des grands bouleversements induits par la révolution industrielle. Elle connaissait parfaitement les difficiles conditions de vie et les problèmes de santé des ouvriers de Manchester. Son souci d'exactitude historique est bien connu. Dans North and South elle utilise une des causes de conflit entre patrons et ouvriers, l'installation de ventilateurs dans les ateliers de cardage, pour montrer que la cupidité des uns et l'ignorance des autres rendent difficiles les progrès sociaux ; elle se fait l'écho, mais sans insister, des préjugés anti-Irlandais extrêmement puissants dans une ville où ils constituent une très forte minorité. À travers les raisonnements de Thornton elle expose les conceptions et le raisonnement des industriels. Mrs Thornton exprime avec brutalité ce que la bourgeoisie pense des ouvriers : ce sont des « chiens ingrats », et du syndicat : des « canailles de délégués payés ».
Mais Elizabeth Gaskell évoque surtout les faibles ressources financières et la précarité des moyens d'existence de la classe laborieuse. Elle a suivi la grève de Preston - cette grève très dure, dont le slogan était « ten per cent and no surrender » (10 % et pas de reddition) et les meneurs les plus remarquables George Cowell et Mortimer Grimshaw, qui a duré presque sept mois, de septembre 1853 à avril 1854, et n'a pas abouti. La misère qui en a résulté fut terrible. Elle détaille donc pour ses lecteurs le déroulement d'une grève, la maturité de meneurs comme Higgins, la violence désespérée et sauvage des émeutiers et les réactions des deux bords. Par les yeux de Margaret, témoin extérieur horrifié et compatissant, elle montre aussi la réelle misère sociale qui sévit dans les taudis que l'héroïne visite. Cependant North and South est un roman et se doit de répondre aux attentes de ses lecteurs : pas plus que les rares tableaux consacrés à l'époque au monde ouvrier, il n'a la noirceur documentaire des rapports officiels et des Livres Bleus (les Papiers Parlementaires, sous brochage bleu), aux illustrations suggestives.

#### Position d'Elizabeth Gaskell
Le roman est une tentative de réponse aux questions posées par les changements. Mrs Gaskell prend position dans le débat entre liberté individuelle des travailleurs, idée défendue par l'économiste libéral John Stuart Mill (développée par Thornton au chapitre 15) et responsabilité des patrons envers leurs employés, ce que promeuvent son ami, John Ruskin, et Arthur Helps, auteur de Claims of Labour, an Essay on the Duties of the Employers to the Employed (Revendications du Travail, essai sur les devoirs des patrons envers leurs salariés), publié anonymement en 1844. Elle défend une certaine conception du paternalisme, récusant la coupure stricte entre sphère publique et privée, liberté et responsabilité, monde du travail et vie familiale, tentant de définir un juste équilibre dans les relations entre patrons et ouvriers. Par l'intermédiaire de Margaret et de son père, elle critique le modèle autocratique qui infantilise les ouvriers et que défend un Thornton qui ne se sent comptable devant eux ni de ses actes ni de ses décisions. Elle souhaite une autorité qui prend en compte les besoins des ouvriers, une sorte de contrat social et économique comme celui que préconise John Locke dans Two Treatises of Government, où maîtres et ouvriers sont solidaires. D'ailleurs la grève, dont Thornton finit par reconnaître qu'elle était « respectable », entraîne sa ruine, car, si les ouvriers dépendent de lui pour leur salaire, il dépend d'eux pour sa production.
À la lutte des classes, qui ne peut faire que des victimes, des « solutions » de règlement des conflits sont proposées.
Si les patrons pensent uniquement en termes de capital investi (le leur) et de capital-travail (la main-d'œuvre), si pour eux les ouvriers sont un simple facteur de production concourant à générer de l'argent (le cash nexus), Higgins veut connaître « les droits des hommes » et Margaret, porte-parole de l'auteur, veut que patrons et ouvriers se parlent comme des égaux. North and South montre que si les détenteurs du pouvoir économique, qui est par essence totalement déconnecté des réalités humaines, acceptent de dialoguer avec leurs ouvriers, de les considérer comme des êtres humains et non des outils de production, cela ne fera peut-être pas disparaître les conflits sociaux, mais réduira leur brutalité. C'est la conclusion à laquelle aboutit Thornton à la fin, lorsqu'il affirme désirer « avoir l'occasion de cultiver avec les ouvriers des relations qui dépassent les simples transactions financières » (« to have the opportunity of cultivating some intercourse with the hands beyond the mere "cash nexus" »). Mais cette vision humaniste a un temps été considérée comme « ridicule et impraticable : le remède au mécontentement que Gaskell préconise… est une bonne et longue conversation, de préférence autour d'une tasse de thé », comme a pu l'écrire Deidre David en 1981. Ce plaidoyer pour la concertation, cependant, peut trouver un écho chez le lecteur d'aujourd'hui.

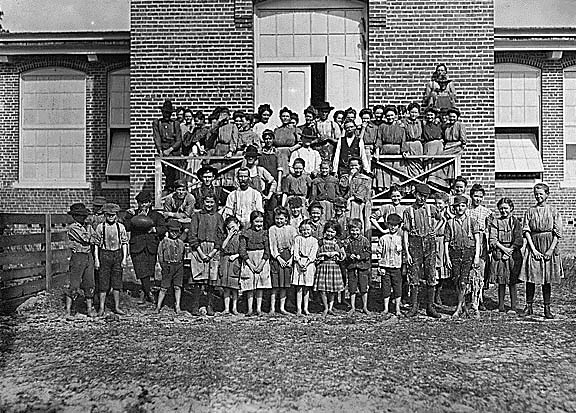
Ouvriers de la filature de Tifton en 1909. Certains des plus jeunes travaillaient depuis un an ou plus (Photo de Lewis Wickes Hine).

Toutefois, dans North and South, le grave problème du travail des enfants n'est traité qu'à la marge. Le Factory Act de 1833 a interdit, dans l’industrie textile, le travail des enfants de moins de 9 ans, alors Higgins compatit aux problèmes de Boucher, dont la femme est malade et dont aucun des huit gamins n'a l'âge d'aller en usine. Le temps de travail journalier est tout de même de 10 heures pour les enfants de 9 à 14 ans, et 12 heures jusqu'à 18 ans. Aussi Bessy et sa mère ont-elles insisté pour que Mary aille à l'école au lieu d'aller trop tôt se ruiner la santé à la manufacture : la longueur de la journée d'usine interdit d'apprendre ne serait-ce qu'à faire la cuisine ou entretenir la maison. Mais Mary, avec ses grandes mains et ses gestes brusques, n'a aucune des qualités requises pour travailler dans une famille bourgeoise. Elizabeth Gaskell, comme d'autres romanciers, s'inquiète en fait de l'affaiblissement de la tutelle paternelle et de l'émancipation précoce des mineurs : le salaire, même dérisoire, donne aux jeunes ouvrières une relative indépendance économique, qui se traduit, dans le roman, par l'impossibilité d'en trouver une qui veuille entrer au service des Hale, car le travail domestique est plus contraignant et moins bien rémunéré que celui en usine. Patrons et parents sont en général d'accord pour que les enfants soient familiarisés très jeunes au travail qu'ils feront toute leur vie, plutôt que de rester sans surveillance à la maison ou d'aller à l'école.

## Adaptations

### À la télévision
- En 2004, North and South a été adapté par Sandy Welch pour la BBC en une mini-série de quatre épisodes de 50 min. Daniela Denby-Ashe et Richard Armitage y tiennent les rôles principaux.
- En 1975, une première adaptation en quatre parties[147], avec Patrick Stewart dans le rôle de Mr Thornton, Rosalie Shanks dans celui de Margaret Hale, Rosalie Crutchley dans celui de Mrs Thornton et Robin Bailey (en) dans celui de Mr Hale, a laissé peu de souvenirs[148]. À noter que Tim Pigott-Smith, qui joue Mr Hale dans l'adaptation de 2004, jouait alors Frederick, son fils.

### Ailleurs
- Un pastiche du roman, Nice Work (Jeu de société), est paru en 1988 sous la plume de David Lodge.
- Une comédie musicale en deux actes de Patricia et Marcia Marchesi a été créée en 2010 aux États-Unis. Une première présentation a eu lieu le 4 septembre 2010 à Boulder, dans le Colorado au Carsen Theater[149].